# Zweiter Golfkrieg
Der Zweite Golfkrieg (auch Irak-Kuwait-Krieg oder Erster Irakkrieg genannt, englisch (First) Gulf War oder Gulf War I, arabisch حرب الخليج الثانية, DMG ḥarb al-ḫalīǧ aṯ-ṯāniya) begann mit der Eroberung Kuwaits durch den Irak am 2. August 1990. Am 28. August wurde Kuwait durch den Irak annektiert. Ab dem 16. Januar 1991 begann eine Koalition, angeführt von den USA und legitimiert durch die Resolution 678 des UN-Sicherheitsrates, mit Kampfhandlungen zur Befreiung Kuwaits. Im Zweiten Golfkrieg stand der Irak allein der größten Kriegskoalition seit dem Zweiten Weltkrieg gegenüber. Darüber hinaus zeichnete sich der Krieg durch die ungewöhnlich asymmetrische Verteilung der Kriegsopfer, die einseitige Verfügung des Kriegsendes und den hohen Grad an mittelbaren Umweltschäden aus, etwa durch Geschosse mit abgereichertem Uran.
Besonderheiten wies der Zweite Golfkrieg auch für die Verhältnisse im Nahen Osten auf, da er der erste Konflikt war, bei dem arabische Staaten gegeneinander aktiv Krieg führten. Des Weiteren waren die drei nichtarabischen Staaten der Region – Israel, Iran und die Türkei – unmittelbar von den Ereignissen innerarabischer Politik betroffen und an ihnen beteiligt. Drittens war der Zweite Golfkrieg der erste militärische Großeinsatz der Vereinigten Staaten im Nahen Osten, von zwei eingeschränkten Operationen im Libanon (Libanonkrise 1958 und 1982–1984) abgesehen. Für das Ereignis und den Ablauf des Zweiten Golfkrieges war das Ende des Kalten Krieges als eine sicherheitspolitische Konvention und als Epoche der Weltgeschichte von unmittelbarer Bedeutung. Der Krieg selbst hatte über die Kriegsschäden hinaus Auswirkungen auf zahlreiche Aspekte der internationalen und der irakischen Politik, vor allem auf die Kriegsführung und die politische Rolle der Medien in den beteiligten westlichen Staaten. Der Kabelsender CNN etablierte sich so durch seine anhaltende Berichterstattung aus dem Krisengebiet als international bekanntes Massenmedium.
Die Namensgebung des Krieges ist aufgrund der irakischen Beteiligung an mehreren Kriegen am Persischen Golf uneinheitlich. In der hier verwendeten Terminologie war der Erste Golfkrieg der Iran-Irak-Krieg von 1980 bis 1988. Insbesondere im englischen Sprachraum wird der Iran-Irak-Krieg meist nicht in die Zählung einbezogen und dieser Krieg daher First Gulf War genannt. Folglich wird die Invasion des Irak von 2003 dann als Second Gulf War bezeichnet. Das amerikanische Militär verwendete für den zweistufigen militärischen Gegenschlag die Bezeichnungen Operation Desert Shield („Unternehmen Wüstenschild“) für die Phase, in der die Truppen der Koalition am Persischen Golf aufgestellt wurden, und Operation Desert Storm („Unternehmen Wüstensturm“) für die eigentliche Offensive gegen den Irak.

## Hintergrund
Vor dem Ersten Weltkrieg gehörte Kuwait zum Vilâyet Basra, einer Verwaltungseinheit innerhalb des Osmanischen Reiches, die territorial allerdings nicht mit dem Gebiet der heutigen südirakischen Provinz Basra identisch ist. Zu dem erst nach dem Ersten Weltkrieg gegründeten Staat Irak gehörte Kuwait nie. Nach der Unabhängigkeit des Emirats von Großbritannien 1961 versuchte der Irak vergeblich, dessen Aufnahme in die UNO und die Arabische Liga zu verhindern. 1963 erkannte der Irak die Unabhängigkeit Kuwaits zwar an, in der Folge kam es aber immer wieder zu Grenzstreitigkeiten, da die Grenze zwischen beiden Staaten nie eindeutig festgelegt worden war. Nach dem Iran-Irak-Krieg war der Irak bei einigen arabischen Ländern hoch verschuldet, unter anderem durch einen kuwaitischen Kredit in Höhe von 80 Milliarden US-Dollar. Der Irak hoffte, durch eine Senkung der durch die Organisation erdölexportierender Länder (OPEC) reglementierten Ölförderquote eine Steigerung des Ölpreises zu erzielen, um seine Schulden begleichen zu können. Der Irak beschuldigte unter anderem Kuwait, seine Quoten überschritten zu haben und dadurch für den niedrigen Ölpreis mitverantwortlich zu sein. Hierdurch seien dem Irak Kosten in Milliardenhöhe entstanden.
Zusätzlich behauptete der Irak, Kuwait hätte aus dem Iran-Irak-Krieg Vorteile für Ölbohrungen und den Bau militärischer Posten auf irakischem Boden nahe Kuwait gezogen, wohingegen der irakische Staat durch seine Pufferwirkung gegenüber Iran der gemeinsamen arabischen Sache einen Dienst erwiesen hätte. Daraus leitete der Irak die Forderung ab, Kuwait und Saudi-Arabien müssten seine Kriegsschulden annullieren oder zumindest darüber verhandeln. Während des ersten Golfkrieges hatte sich der Irak guter Beziehungen zu den Vereinigten Staaten und zu Europa (speziell Frankreich und Deutschland) erfreut: Der Westen gewährte dem Irak insbesondere militärisch massive Unterstützung – trotz (oder möglicherweise wegen) des sowjetischen Einflusses, aber vor allem aus Angst vor einer Ausweitung der Islamischen Revolution in Iran auf die Arabische Halbinsel. Obwohl die Sowjetunion und die Volksrepublik China zu den Hauptwaffenlieferanten des Iraks zählten, konnte das Land auch Waffen aus Frankreich kaufen, das unter anderem Flugzeuge vom Typ Mirage sowie Anti-Schiff-Raketen vom Typ Exocet lieferte (obwohl sich 1982 im Falklandkrieg mögliche Nebenwirkungen solcher Lieferungen gezeigt hatten). Daneben unterstützten andere westliche Staaten das Land mit kritischer Technik wie Chemie- und Atomanlagen, die USA belieferten den Irak mit kritischer Biotechnik und mit Aufklärungsdaten über iranische Stellungen.
Hauptunterstützer (in der Reihenfolge des Wertes der Lieferungen) waren nach einer Aufstellung des Stockholm International Peace Research Institutes (SIPRI) die Sowjetunion, Frankreich und China. Zudem haben die damalige Tschechoslowakei, Polen, Brasilien, Ägypten, Dänemark, USA, Österreich (Noricum-Skandal) und viele andere Staaten (darunter auch die Bundesrepublik und die DDR) Waffen an den Irak geliefert.

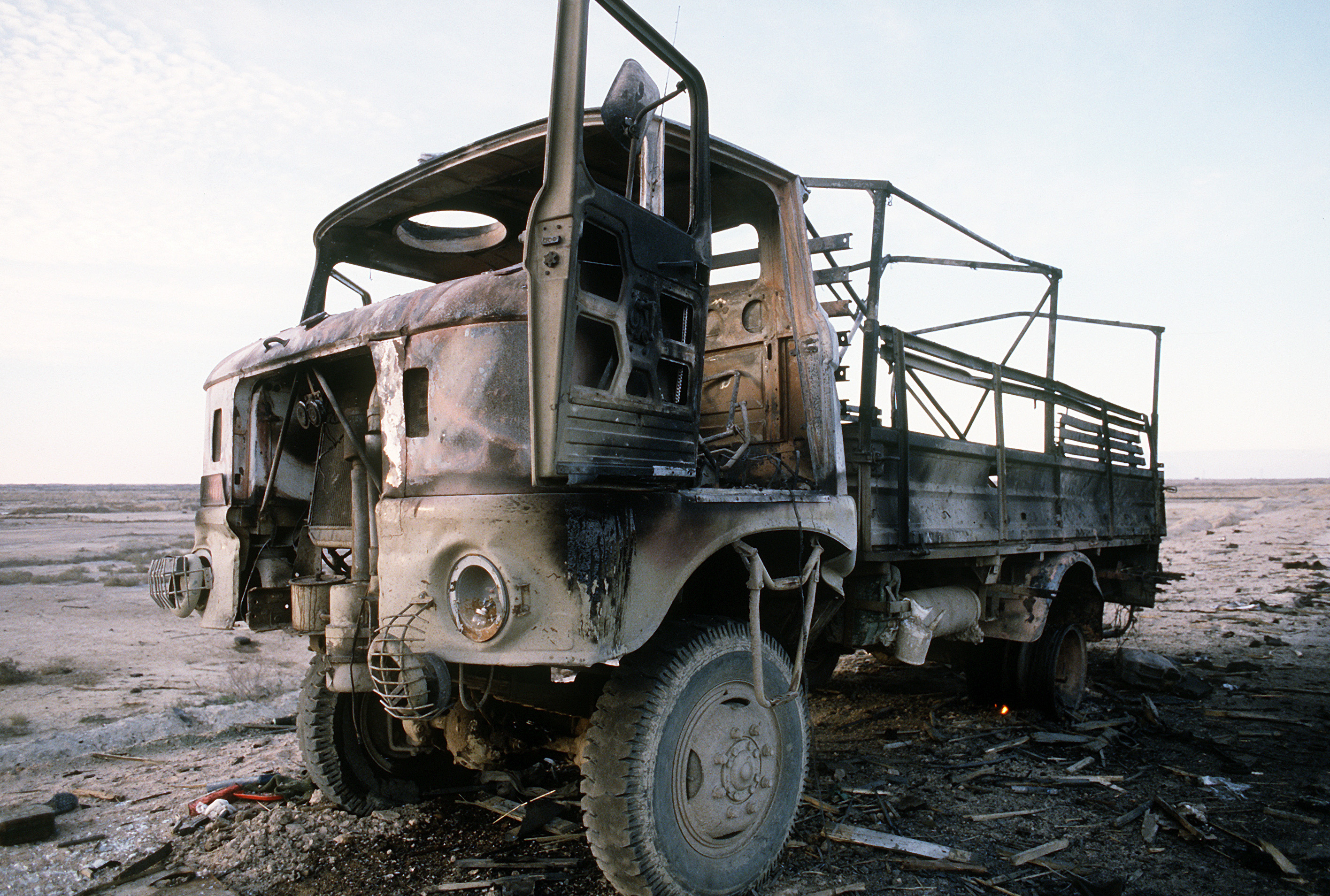
Zerstörter IFA W50 der irakischen Armee aus DDR-Produktion

Vor allem die arabischen Nachbarstaaten leisteten massiv ökonomische Hilfe, was die Grundlage für die spätere Verschuldung des Iraks bildete. Nach dem Krieg gab es Bestrebungen innerhalb des US-Kongresses, den Irak wegen der Verletzungen der Menschenrechte diplomatisch und ökonomisch zu isolieren. Von diesen Bestrebungen distanzierten sich hochrangige US-Senatoren wie Bob Dole, der dem irakischen Präsidenten Saddam Hussein erklärte, der „Kongress repräsentiere nicht US-Präsident George Bush oder die Regierung“ und dass Bush sein Veto gegen jede mögliche Bestrebung hinsichtlich Sanktionen gegen den Irak einlegen würde (nach der irakischen Abschrift der Sitzung in Sifry).
Anfang 1990 deutete sich ein Fortschritt bei den Verhandlungen zwischen Iran und dem Irak über eine endgültige Friedensregelung an. Damit ergab sich eine erneute Gelegenheit für den Irak, mit Forderungen gegenüber Kuwait aufzutreten. Kuwait bot dem Irak im Frühjahr 1990 an, gegen eine endgültige Anerkennung seiner Unabhängigkeit dem Irak die Inseln Bubiyan und al-Warba auf unbegrenzte Zeit zu verpachten. Verhandlungen über diese Frage unter Leitung des jordanischen Königs Hussein I. und des PLO-Chefs Jassir Arafat scheiterten im März 1990. Am 27. Juni 1990 warf der Irak dem Nachbarland Kuwait und den Vereinigten Arabischen Emiraten vor, weit mehr als die im Rahmen der OPEC vereinbarte Menge an Erdöl zu fördern und damit die Preise zu drücken. Dadurch seien dem Irak Verluste im Wert von 14 Milliarden US-Dollar entstanden. Außerdem bezichtigte der Irak Kuwait, im Ölfeld Rumailah entlang der gemeinsamen Grenze aus „irakischen“ Ölfeldern gefördert zu haben. Der Irak drohte Kuwait, seine Forderungen wenn nötig militärisch durchzusetzen.

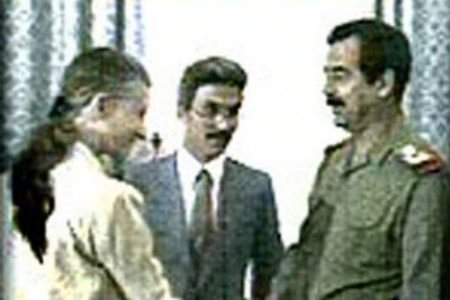
US-Botschafterin April Glaspie beim Treffen mit Saddam Hussein

Am 23. Juli 1990 erschien im Spiegel ein Artikel mit der Überschrift Greift Bagdad Kuweit an? welcher die Militärmanöver zutreffend deutete. Zu diesem Zeitpunkt hatte der Irak begonnen, seine Armee zu mobilisieren und 30.000 Mann an der Grenze zu Kuwait zu stationieren, was zunächst noch weithin als Druckmittel für die anstehende OPEC-Konferenz betrachtet wurde. Die auf dieser Konferenz beschlossene Erhöhung des Richtpreises für Rohöl wurde anfangs als Durchbruch bezeichnet, verhinderte jedoch nicht den Abbruch der bilateralen Verhandlungen zwischen dem Irak und Kuwait. Daraufhin ließ der Irak Streitkräfte im Umfang von 100.000 Soldaten an den Grenzen Kuwaits aufmarschieren.
Nachdem der Irak auch gegenüber den Vereinigten Arabischen Emiraten (VAE) Drohungen ausgesprochen hatte, akzeptierten diese Militärunterstützung von Seiten der Vereinigten Staaten. Die USA lieferten am 24. Juli zwei Boeing KC-135 Stratotanker an die VAE und informierten die irakische Regierung. Einen Tag später bestellte das irakische Außenministerium überraschend die US-Botschafterin April Glaspie ein. Während des Gesprächs erkundigte sich Saddam nach der Bedeutung der gemeinsamen Militärmanöver mit den Vereinigten Arabischen Emiraten sowie nach den Formulierungen in den jüngsten Botschaften des Außenministeriums, in denen von „Verpflichtungen“ der Vereinigten Staaten für die „Verteidigung seiner Freunde“ in der Golfregion „einzeln und gemeinsam“ die Rede war. „Was kann es also bedeuten, wenn Amerika sagt, dass es nun seine Freunde schützen wird?“ fragte Saddam die Botschafterin. Glaspie antwortete, sie möchte Bushs „Wunsch nach Freundschaft“ übermitteln und erklärte: „Wir haben keine Meinung zu den arabisch-arabischen Konflikten wie bei Ihren Grenzstreitigkeiten mit Kuwait.“ Sie schickte den Drahtbericht (englisch: Diplomatic cable) über das Gespräch am selben Tag nach Washington.
Im Vorfeld des Irakkriegs veröffentlichten die Politikwissenschaftler John J. Mearsheimer und Stephen M. Walt im November 2002 einen Artikel, in dem sie für die Eindämmung des Iraks plädierten und schrieben dort, obwohl es vielleicht nicht ihre Absicht gewesen sei, habe Glaspie dem Irak tatsächlich „grünes Licht“ gegeben. Im Januar 2011 veröffentlichte WikiLeaks den Drahtbericht, der zu diesem Zeitpunkt schon öffentlich bekannt war. Walt antwortete daraufhin auf einen Debattenbeitrag eines Kollegen in Foreign Policy und erneuerte seine Kritik an Glaspie, die es versäumt habe, Saddam deutlich zu warnen und ihm die Konsequenzen einer Invasion in Kuwait darzulegen. Der Historiker Samuel Helfont wandte dagegen ein, es gebe kaum Belege dafür, dass die Besprechung Einfluss auf die Handlungen des Iraks gehabt hätte. Außenminister Tariq Aziz erklärte später, Glaspie habe nichts gesagt, was als „Ermutigung zur Invasion interpretiert werden könnte“. Der Journalist Steve Coll merkte an, dass Glaspie lediglich die Politik der Bush-Regierung wiedergegeben habe und Saddam selbst sagte Jahre später, dass er sich zu diesem Zeitpunkt schon für die Invasion entschieden gehabt habe.
Die Besetzung Kuwaits hätte für den Irak einen erheblichen Gewinn an Küste bedeutet. Trotz seiner Größe von über 430.000 Quadratkilometern hat der Irak nur 58 Kilometer Küstenlinie, befindet sich damit sowohl strategisch als auch wirtschaftlich gegenüber anderen Golfanrainern deutlich im Nachteil. Das sehr viel kleinere Kuwait z. B. hat bei nur 17.800 Quadratkilometern Fläche 499 Kilometer Küstenlinie. Durch die endgültige Annexion Kuwaits hätte sich also die Küstenlinie fast verzehnfacht. Dazu wären auch neue Häfen gekommen.

## Die irakische Invasion Kuwaits

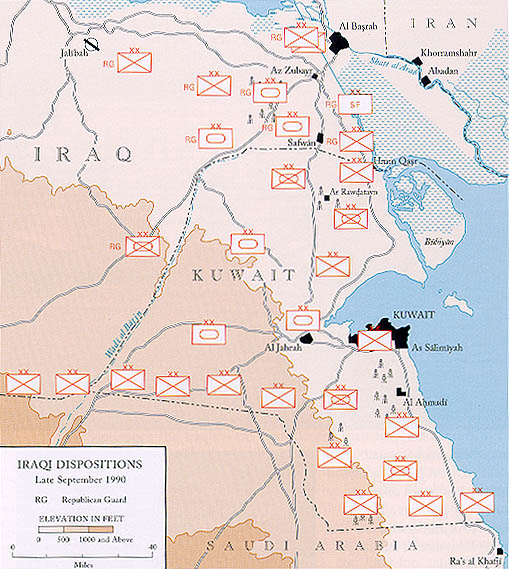
Stationierte irakische Truppenverbände in Kuwait, September 1990

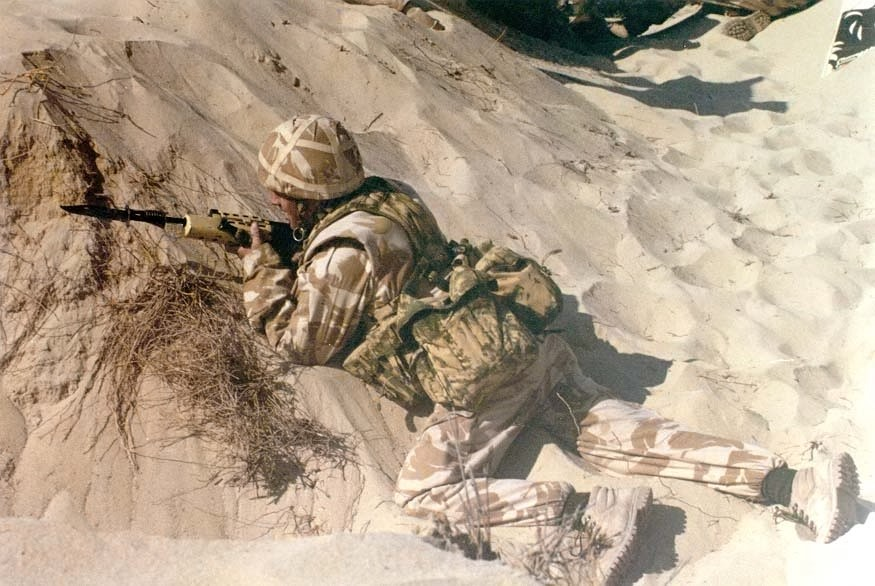
Britischer Soldat während der Operation Desert Shield

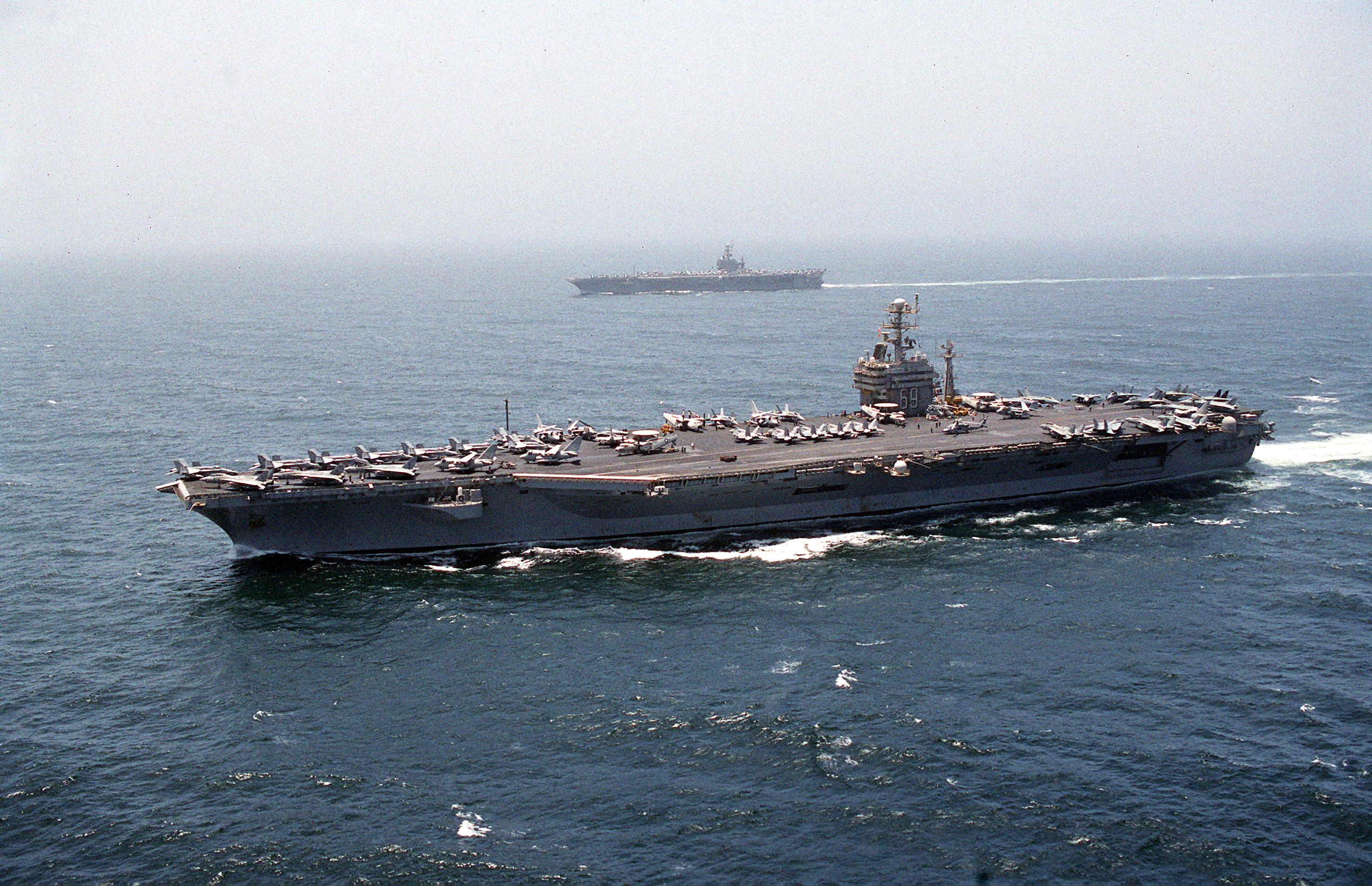
USS Dwight D. Eisenhower

Am 2. August 1990 griff der Irak in einer Stärke von ungefähr 100.000 Soldaten Kuwait an und gewann strategische Gebiete, einschließlich des Palastes des Emirs. Die Speerspitze des Angriffs bildete die Republikanische Garde. Diese ging mit drei Divisionen vor. Hinzu kamen zwei Spezialeinheiten-Brigaden. Diese operierten mithilfe von Hubschraubern bereits am frühen Morgen in Kuwait-Stadt. Währenddessen stießen die Hammurabi- und die Tawakalna-Division der Republikanischen Garde schnell nach Kuwait-Stadt vor und die Medina-Panzerdivision bezog Riegelstellungen in der westlichen kuwaitischen Wüste. Am Vormittag hatten die Bodentruppen zu den Spezialeinheiten in Kuwait-Stadt aufgeschlossen.
Der Scheich Jaber Al Ahmad Al Sabah floh mit seiner Familie in Richtung Süden nach Saudi-Arabien, ebenso Teile der kuwaitischen Armee. Soldaten plünderten medizinische Versorgungseinrichtungen und bemächtigten sich der Medien. Tausende westlicher Touristen behielt der Irak als Geiseln zurück und versuchte später, sie als Verhandlungsmasse einzusetzen. Um 19 Uhr am 2. August hatte die irakische Seite vollständig Kontrolle über Kuwait-Stadt. Am 4. August war die Grenze nach Saudi-Arabien vollständig abgeriegelt.
Der Irak stellte zunächst eine „befreite“ kuwaitische Marionettenregierung unter Alaa Hussein Ali auf – die er aber schnell auflöste – und erklärte am 8. August die Annexion Kuwaits. Bei der Invasion erbeutete der Irak Gold im Wert von 614 Millionen Euro. Das Gold wurde Kuwait nach dem Krieg am 6. August 1991 zurückgegeben. Innerhalb weniger Stunden nach dem Beginn der Invasion verabschiedete der UN-Sicherheitsrat die Resolution 660, welche die Invasion verurteilte und einen Rückzug der irakischen Truppen verlangte. Am 6. August verabschiedete der Sicherheitsrat die Resolution 661 und verhängte Wirtschaftssanktionen gegen den Irak. 13 Mitglieder stimmten für die UN-Resolution, Kuba und Jemen enthielten sich der Stimme. Durch das Wirtschafts- und Finanzembargo kam der irakische Rohölexport zum Erliegen.
Saudi-Arabien und die Vereinigten Arabischen Emirate, die sich als nächste potenzielle Ziele des irakischen Expansionsstrebens betrachteten, ersuchten die USA um die Stationierung von Truppen in ihren Ländern. US-Präsident Bush kündigte am 8. August 1990 umgehend den Beginn einer „insgesamt defensiven“ Militäraktion an, um den Irak am Eindringen nach Saudi-Arabien zu hindern: die Operation „Wüstenschild“ („Desert Shield“). Zugleich ordnete er die entsprechende Befehlsstruktur und den Beginn von Truppenverlegungen an. Das amerikanische Verteidigungsministerium verfügte zu dem Zeitpunkt über Satellitenfotos von größeren Truppenkonzentrationen in Kuwait entlang der saudischen Grenze.

## Bildung der anti-irakischen Koalition
Am 9. August 1990 verabschiedete der UN-Sicherheitsrat einstimmig die Resolution 662, welche die Annexion Kuwaits durch den Irak für „null und nichtig“ erklärte und die Wiederherstellung der Souveränität, Unabhängigkeit und territorialen Integrität Kuwaits forderte. Am 10. August 1990 fand in Kairo ein Sondergipfel der Arabischen Liga (ohne Tunesien) statt. Die Mitgliedsstaaten verurteilten den irakischen Truppeneinmarsch in Kuwait mit zwölf gegen drei Stimmen (Irak, Libyen und die PLO), bei fünf Enthaltungen (Algerien, Jemen, Jordanien, Mauretanien und Sudan). Die Arabische Liga beschloss eine Friedenstruppe zum Schutz Saudi-Arabiens sowie der übrigen Golf-Anrainerstaaten. Hauptlast trugen dabei die Staaten Ägypten, Marokko und Syrien.
Die Vereinigten Staaten unter Federführung des US-Außenministers James Baker bildeten daraufhin ein vereinigtes Militärbündnis gegen den Irak, an dem sich schließlich 34 Länder beteiligten: Afghanistan, Ägypten, Argentinien, Australien, Bahrain, Bangladesch, Dänemark, Frankreich, Griechenland, Honduras, Italien, Kanada, Katar, Kuwait, Marokko, die Niederlande, Niger, Norwegen, Oman, Pakistan, Polen, Portugal, Saudi-Arabien, Senegal, Spanien, Südkorea, Syrien, Tschechoslowakei, Türkei, Ungarn, die Vereinigten Arabischen Emirate, das Vereinigte Königreich und die Vereinigten Staaten selbst. Die US-Truppen stellten 74 Prozent von 660.000 Soldaten auf dem Kriegsschauplatz. Einige wenige der Bündniskräfte willigten nur zögernd ein, einige andere meinten, der Krieg sei eine innerarabische Angelegenheit, wieder andere befürchteten eine Erhöhung des amerikanischen Einflusses in Kuwait. Deutschland und Japan leisteten erhebliche finanzielle Beiträge und lieferten militärisches Material.

### Zusammensetzung der Koalitionsstreitkräfte
- Vereinigte Staaten: 575.000 Soldaten, 89 Raketenwerfer, 3614 Kampfflugzeuge und -hubschrauber, 6 Flugzeugträger, 2 Schlachtschiffe, 2 U-Boote.
- Vereinigtes Königreich: 53.462 Soldaten, 16 Raketenwerfer, 104 Kampfflugzeuge[12] (Operation Granby)
- Saudi-Arabien: 52.000 Soldaten (nur 20.000–40.000 nahmen an der Befreiung von Kuwait und der Schlacht um Chafdschi teil)
- Türkei: 50.000 Soldaten
- Ägypten: 35.000 Soldaten, darunter Teile einer Panzerdivision, einer Panzerbrigade und einer Infanteriebrigade
- Syrien: 17.000 Soldaten, darunter eine Panzerdivision
- Frankreich: 14.663 Soldaten, 48 Kampfflugzeuge (Opération Daguet)
- Kuwait: 7.000 Soldaten, 40 Kampfflugzeuge
- Pakistan: 5.500 Soldaten
- Kanada: 4.500 Soldaten, 26 Kampfflugzeuge (Operation Friction)
- Spanien: 3.000 Soldaten
- Bangladesch: 2.000 Soldaten
- Marokko: 2.000 Soldaten
- Italien: 1.950 Soldaten, 8 Kampfflugzeuge
- Vereinigte Arabische Emirate: 1.000 Soldaten
- Oman: 950 Soldaten
- Niger: 500 Soldaten
- Belgien: 400 Soldaten
- Bahrain: 200 Soldaten
- Niederlande: 200 Soldaten
- Tschechoslowakei: 200 Soldaten
- Polen: 200 Soldaten

### Deutsche Unterstützung
Die aktive Beteiligung der Bundeswehr an einem Militäreinsatz außerhalb des NATO-Gebiets galt zu dieser Zeit in weiten Teilen der Bevölkerung nicht als verfassungskonform. Daneben wurde der Zwei-plus-Vier-Vertrag erst am 4. März 1991 von der Sowjetunion ratifiziert. Daher beschränkte sich die Bundesregierung auf die Entsendung eines Minenabwehrverbandes der Deutschen Marine zunächst innerhalb des NATO-Gebiets in der Operation Südflanke und die Entsendung einer Staffel Kampfflugzeuge Alpha Jet des Jagdbombergeschwaders 43 mit 219 Soldaten, zwei Bell-UH-1D-Rettungshubschrauber und zwei ABC-Spürpanzer Fuchs im Rahmen der Operation Ace Guard in das türkische Erhaç.
Der Sanitätsdienst der Bundeswehr entsandte ein Bataillon aus dem hessischen Marburg auf die Rhein-Main Air Base, um den Transport verwundeter Soldaten, die aus der Golfregion ausgeflogen worden waren, auf die umliegenden US-Krankenhäuser in Frankfurt, Wiesbaden und Würzburg zu unterstützen. US-amerikanische Sanitäts-Kraftfahrer wurden zudem im Umgang mit den 35 neuen KrKw-HU (Krankenkraftwagen Handelsüblich) unterwiesen, die die Bundeswehr zur Verfügung gestellt hatte. Daneben zahlte Deutschland 16,9 Milliarden DM und übernahm so etwa 15–20 % der Kosten. Arabische Nachbarstaaten wurden mit etwa zwei Milliarden DM unterstützt, um Folgen des Irak-Embargos zu mildern.

## Vorbereitung der Militäroperation
Gemäß der geografischen Gliederung des US-Militärs war das United States Central Command unter General Norman Schwarzkopf junior mit seiner Bodenkampfkomponente 3. US-Armee unter Generalleutnant John J. Yeosock für die militärische Reaktion zuständig. Schwarzkopf übernahm selbst die operative Führung, da die 3. US-Armee aus formalen Gründen keine Einheiten des United States Marine Corps hätte führen dürfen und ihr aus diplomatischen Gründen keine verbündeten arabischen Truppen untergeordnet werden sollten. Schwarzkopf wurde ein saudischer Kommandeur zugeordnet, der die saudischen, ägyptischen und syrischen Verbündeten führte.
Die US Navy entsandte zwei Flugzeugträgerkampfgruppen mit den Flugzeugträgern Dwight D. Eisenhower und Independence in die Region, wo sie ab dem 8. August einsatzbereit waren. Schwarzkopf entschloss sich zur vorrangigen Verlegung von Kampftruppen, auch wenn die eigentlich für sie nötige Logistik und Versorgung nicht vorhanden war. Landungspunkt für die US-Truppen war die Stadt Dhahran mit ihrem Flughafen an der saudischen Golfküste. Den Anfang machte die Falcon Brigade, die 2. Brigade der 82. Luftlandedivision. 4575 ihrer Soldaten landeten binnen sieben Tagen in Dhahran. Ihre Aufgabe war zunächst die Absicherung des Flughafens und des nahen Hafens von Dammam, um dort schweres Gerät anzulanden. Am 15. August legten die ersten Frachtschiffe mit eingelagerten Ausrüstungssätzen vom US-Stützpunkt Diego Garcia allerdings am weiter nördlich gelegenen Hafen al-Dschubail an. Parallel wurde hastig eine multinationale arabische mechanisierte Brigade in der Wüste aufgestellt, um eine mögliche irakische Offensive aufzufangen. Als erster nicht luftbeweglicher Verband begann die 7th Marine Expeditionary Brigade mit der Aufstellung im Operationsgebiet. Am 15. August trafen die ersten Transportschiffe mit deren Großgerät ein.
Wegen Wartungsarbeiten an zwei weiteren Schiffen dauerte es aber bis Anfang September, um die volle Kampfstärke der Marines herzustellen. Auch die erste eingesetzte Division, die mechanisierte 24. Infanteriedivision, brauchte wegen unzureichender Transportkapazitäten für ihre Verlegung länger als geplant. Ende August waren rund 200 Erdkampfflugzeuge der US Air Force in der Region einsatzbereit und die 101. US-Luftlandedivision war mit 117 Hubschraubern anwesend. Die weit überlegenen irakischen Truppen bezogen derweil Verteidigungsstellungen auf kuwaitischem Gebiet entlang der Grenze. Bis Mitte Dezember 1990 waren im Tagesdurchschnitt 65 Flugzeuge als Truppentransporter im Einsatz, die 8000 Soldaten anlandeten. Insgesamt 16 Flughäfen wurden genutzt. Die Militärkonzentration wurde fortgesetzt und erreichte schließlich bis zum Jahresbeginn 1991 eine Stärke von 700.000 Mann aus 82 Staaten. Die USA hatten daran einen Anteil von rund 300.000 Mann, darunter vom 30. Oktober an die Gesamtheit der Kampftruppen des XVIII. Luftlandekorps und zum Jahresende auch die des VII. Korps.
Während des Truppenaufbaus begann die Militärführung der Koalition mit der Operationsplanung. Sie sah zunächst eine Luftoffensive vor, für die mit keiner effizienten Gegenwehr gerechnet wurde. Diese sollte rund die Hälfte der irakischen Streitmacht vernichten. Die Bodenstrategie sollte die Tatsache ausnutzen, dass die irakischen Einheiten die südwestliche irakische Wüste kaum abriegelten, weil ein Angriff durch diese Landschaft als unwahrscheinlich angesehen wurde. Vielmehr rechneten die Iraker mit einem Angriff aus Süden oder Südwesten direkt über die saudisch-kuwaitische Grenze oder mit einer Anlandung an der kuwaitischen Golfküste. Schwarzkopf wollte stattdessen die 1. Kavalleriedivision einen Scheinangriff in Richtung des Wadi al Batin ausführen lassen, das die wahrscheinlichste Angriffsroute darstellte. Der eigentliche Angriff sollte stattdessen vier Routen nutzen. Weit im Nordwesten sollte das vergleichsweise leicht bewaffnete XVIII. Luftlandekorps mit französischer Unterstützung tief in den Irak hinein vorstoßen und die Verbindung der gegnerischen Truppen zu deren Kernland unterbrechen. Der gepanzerte Hauptstoß des VII. Korps und britischer Einheiten sollte weiter südlich aber immer noch direkt über die saudische Grenze durch den Südirak verlaufen, dann nach einem Schwenk nach Osten die Hauptstreitmacht der Iraker stellen und die Republikanische Garde vernichten. Die 1. Brigade der 2. US-Panzerdivision, die Marineinfanterie und arabische Einheiten sollten entlang der Golfküste nach Norden vorstoßen und die dort eingegrabenen irakischen Infanteristen aufrollen. Westlich von ihnen sollte ein arabischer Verband die verbliebenen irakischen Truppen durchstoßen und Kuwait-Stadt nehmen. Schwarzkopf legte Wert auf ein hohes Bewegungstempo, auch um den Irakern einen Einsatz von Chemiewaffen zu erschweren.

## Verhandlungen über einen irakischen Abzug aus Kuwait
Am 12. August 1990 unterbreitete Saddam Hussein ein Rückzugsangebot, das den Abzug irakischer Truppen aus Kuwait mit dem Abzug von Truppen aus anderen illegal besetzten arabischen Ländern wie Syrien aus dem Libanon und Israel aus den 1967 besetzten Gebieten verband. Am 16. August 1990 wies die irakische Regierung 4.500 Briten und 2.500 US-Amerikaner in Hotels ein. Sie sollten als „lebende Schutzschilde“ gegen einen möglichen Angriff der multinationalen Friedenstruppe in strategisch wichtige Einrichtungen verlegt werden. Am 18. August 1990 verabschiedete der UN-Sicherheitsrat die Resolution 664, welche die Forderung an den Irak einschloss, alle im Irak festgehaltenen ausländischen Bürger ausreisen zu lassen. Als der Irak begann, Kurz- und Mittelstreckenraketen in Kuwait zu stationieren, ordnete US-Präsident Bush am 22. August die Mobilisierung der Reservisten an.
Am 23. August 1990 lieferte ein früherer hoher US-Beamter ein weiteres irakisches Angebot. Den Dokumenten zufolge bot der Irak den Rückzug aus Kuwait und den Abzug aller ausländischen Bürger im Tausch gegen die Lockerung von Sanktionen, den garantierten Zugang zum Persischen Golf und die volle Kontrolle über das Rumailah-Ölfeld (ungefähr zwei Meilen in kuwaitisches Gebiet hineinreichend) an. Weiterhin wurden die Aufnahme von Verhandlungen zwischen dem Irak und den USA über ein für beide Seiten akzeptables Ölabkommen, die nationalen Sicherheitsinteressen beider Länder, die Stabilität der Golf-Region sowie ein Plan zur Erleichterung der ökonomischen und finanziellen Probleme des Irak gefordert. Das Angebot wurde von einem Nahost-Experten der Bush-Regierung als ernsthaft und verhandelbar bezeichnet.
Am 25. August 1990 verabschiedete der UN-Sicherheitsrat mit der Resolution 665 bei zwei Enthaltungen (Kuba und Jemen) die Durchsetzung der Sanktionen gegen den Irak unter Anwendung von auf die Schifffahrt begrenzten Blockaden. Damit ermächtigte der UN-Sicherheitsrat die Koalitionsstreitkräfte, im Rahmen der „Operation Desert Shield“ Maßnahmen zur Durchsetzung des Embargos zu treffen. Ende August waren dazu 70 Kriegsschiffe aus elf Staaten im Einsatz. Am 28. August 1990 erklärte die irakische Regierung offiziell Kuwait zur 19. Provinz des Irak. Allen im Irak festgehaltenen ausländischen Frauen und Kindern wurde zudem die Ausreise gestattet. Auch zahlreiche ausländische Gastarbeiter verließen das Krisengebiet. Am 5. September 1990 rief der irakische Diktator Saddam Hussein zum „Heiligen Krieg“ gegen die Präsenz der USA am Persischen Golf und zum Sturz des saudi-arabischen Königs Fahd bin Abdul Aziz Al Saud auf.
Am 13. September 1990 beschloss der UN-Sicherheitsrat die Resolution 666, die aus humanitären Gründen begrenzte Lebensmitteltransporte in den Irak unter internationaler Kontrolle vorsah. Am 14. September 1990 drangen irakische Soldaten in die westlichen Botschaften in Kuwait City ein. Der UN-Sicherheitsrat verurteilte in der Resolution 667 die Übergriffe auf die diplomatischen Vertretungen und verlangte abermals die Freilassung aller ausländischen Staatsangehörigen. Frankreich gab am selben Tag bekannt, rund 5.000 Soldaten mit Panzern, Hubschraubern und etwa 30 Kampfflugzeugen vom Typ Mirage nach Saudi-Arabien zu verlegen. Am 25. September 1990 verabschiedete der UN-Sicherheitsrat die Resolution 670, die das Embargo auch auf den Luftverkehr ausweitete.
Am 3. Oktober 1990 verurteilten in Kairo die Außenminister der Organisation der Islamischen Konferenz (OIC) die irakische Besetzung Kuwaits und forderten den sofortigen Rückzug der Truppen und die Wiederherstellung des Status quo ante. Die inszenierte Aussage einer kuwaitischen Diplomatentochter (siehe Brutkastenlüge) am 10. Oktober 1990 vor dem US-Kongress über die angebliche Tötung von Neugeborenen durch irakische Soldaten hatte erheblichen Einfluss auf die amerikanische öffentliche Meinung und führte zu einer weitgehenden Befürwortung eines Kriegseinsatzes. Der saudi-arabische König Fahd und US-Außenminister James Baker verständigten sich am 6. November 1990 darauf, dass die USA die Befehlsgewalt über die Truppen Saudi-Arabiens im Falle eines Krieges gegen den Irak übernehmen sollten. Am 7. November 1990 erreichte der deutsche Bundeskanzler a. D. und SPD-Ehrenvorsitzende Willy Brandt die Freilassung von 174 ausländischen Geiseln im Irak.
In der Resolution 678 des UN-Sicherheitsrates vom 29. November 1990 ermächtigte dieser die Mitgliedsstaaten der Vereinten Nationen, „alle notwendigen Mittel, die Resolution 660 zu unterstützen und durchzuführen“, einzusetzen, sofern der Irak nicht bis zum 15. Januar 1991 den UN-Resolutionen Folge leiste. Am 6. Dezember 1990 ordnete Saddam Hussein die Freilassung von etwa 3.000 noch im Irak festgehaltenen westlichen Geiseln an. US-Präsident George Bush begrüßte diesen Schritt, erklärte jedoch, dass dies nichts an der Entschlossenheit der USA ändere, die Besetzung Kuwaits rückgängig zu machen. Am 24. Dezember 1990 drohte der irakische Präsident Saddam Hussein, dass Israel das erste Ziel eines Angriffs sein werde, sollten die Koalitionsstreitkräfte angreifen. Am 26. Dezember 1990 entsandte die Sowjetunion zwei Emissäre nach Bagdad, um die Rückkehr der 1700 noch im Irak befindlichen Fachleute und Beamten vor dem Ablauf des Ultimatums zu ermöglichen.
Am 2. Januar 1991 beschloss der Nordatlantikrat der NATO auf Bitten der Türkei die Entsendung von Teilen der Luftkomponente der Allied Command Europe Mobile Forces (AMF) von mehr als 40 Kampfflugzeugen aus Belgien, Deutschland (darunter 18 Alpha Jet) und Italien in die Türkei. Am gleichen Tag wurde von US-Offiziellen ein weiteres Rückzugsangebot offengelegt, das Ende Dezember 1990 vom Irak unterbreitet worden war. Der Vorschlag bot den Rückzug aus Kuwait an, wenn die USA im Gegenzug bereit wären, von einem Angriff während des Rückzuges abzusehen, ausländische Truppen die Region verlassen würden, ein Abkommen über das Palästina-Problem getroffen würde und Nuklearwaffen aus der Region verbannt würden. Ungenannte US-Offizielle beschrieben das Angebot als „interessant“, da es auf Grenzverhandlungen verzichtete und das irakische Interesse an einer Beilegung des Konfliktes auf Verhandlungsbasis zeigte. Das Angebot wurde sofort von der US-Regierung abgelehnt, weil es Bedingungen für den Rückzug enthielt.
Verschiedene Möglichkeiten einer friedlichen Lösung des Konflikts wurden erwogen, aber keine verwirklicht. Die Vereinigten Staaten beharrten darauf, dass die einzige annehmbare Friedensbedingung der volle und bedingungslose Rückzug des Iraks aus Kuwait sei. Der Irak beharrte darauf, dass der Rückzug aus Kuwait mit einem gleichzeitigen Rückzug der syrischen Truppen aus dem Libanon und der israelischen Truppen aus dem Westjordanland, dem Gazastreifen, den Golanhöhen und dem Südlibanon verbunden werden müsse. Französische Vorschläge, den irakischen Rückzug aus Kuwait mit der Einberufung einer allgemeinen Nahost-Konferenz zu verknüpfen, scheiterten am Veto der USA und Großbritanniens. Am 12. Januar 1991 beschloss der Kongress der USA, den Irak unter Anwendung militärischer Gewalt aus Kuwait zu vertreiben. Mit 250 zu 183 Stimmen im Repräsentantenhaus und 52 zu 47 Stimmen im Senat autorisierten die Volksvertreter den Präsidenten zu einem Militäreinsatz zur Durchsetzung der UN-Resolution 678. Am 14. Januar 1991 stimmten die 250 Abgeordneten des irakischen „Kommandorates der Revolution“ per Akklamation für einen Krieg.

## Kriegsverlauf

### Luftkrieg

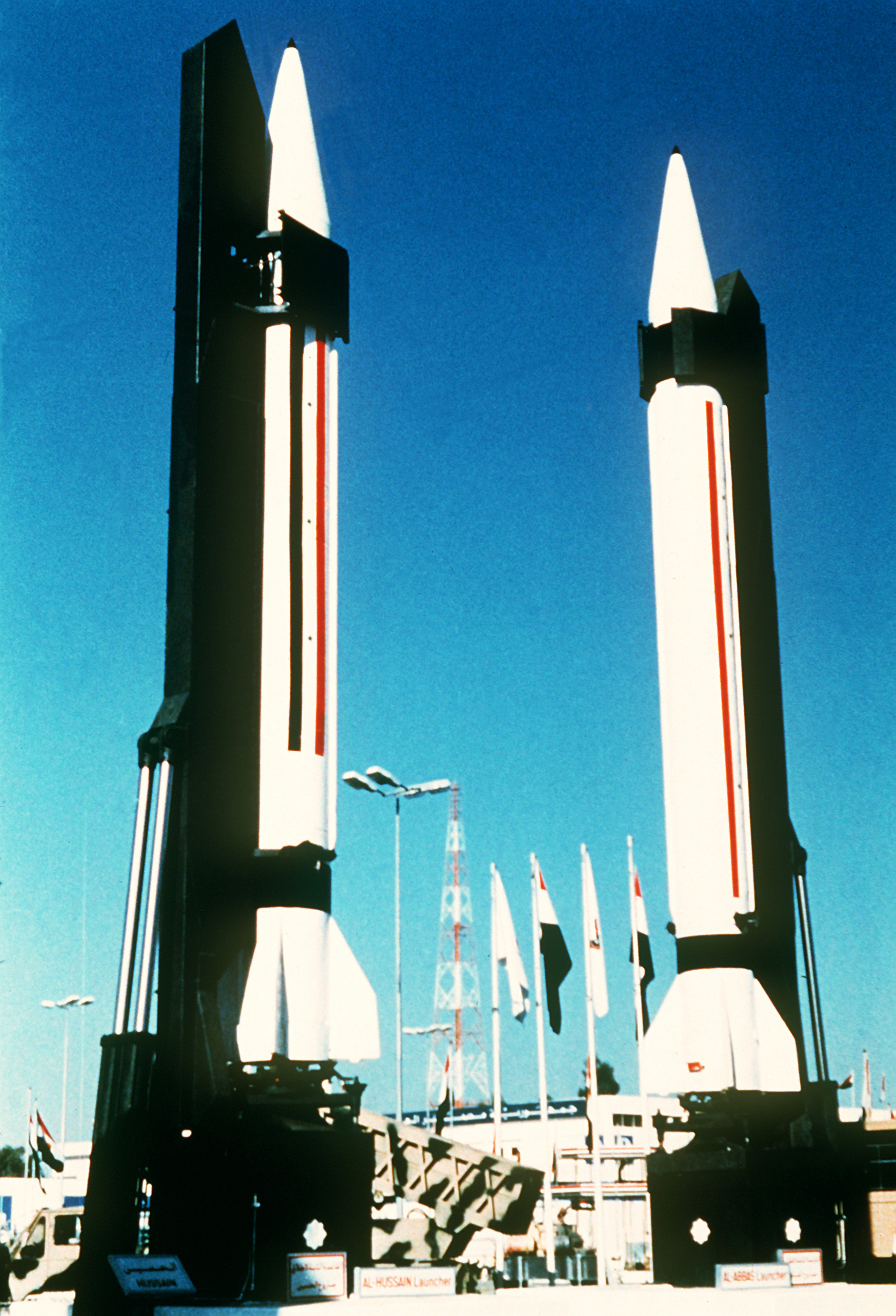
Irakische R-17-Raketen, 1989

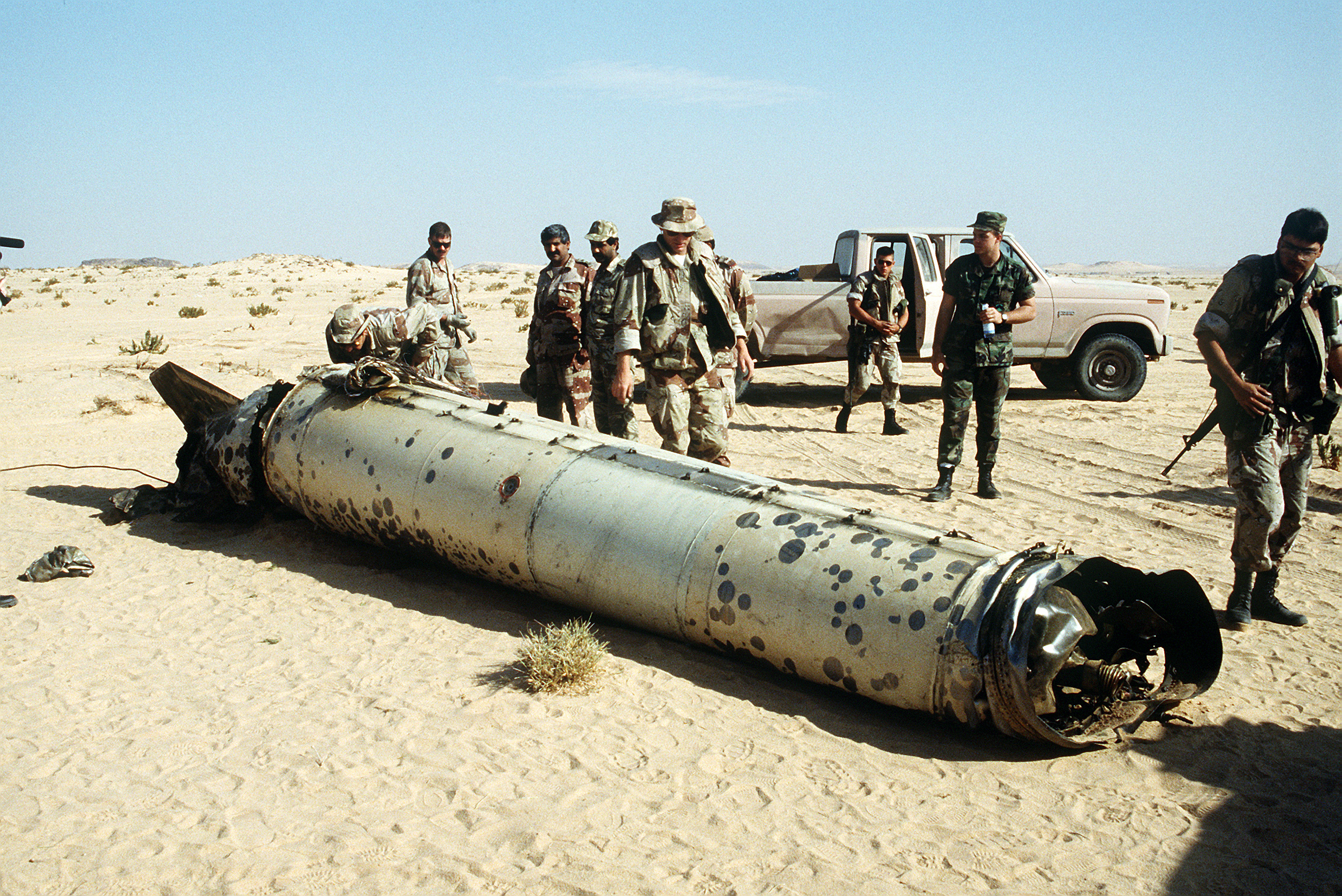
Abgeschossene irakische R-17-Rakete, 1991

Am 17. Januar 1991 um 3 Uhr Ortszeit, entsprechend dem 16. Januar, 19 Uhr US-Ostküstenzeit, einen Tag nach dem in der Resolution 678 genannten Stichtag 15. Januar, löste das Bündnis einen massiven Luftkrieg aus; dies war der Beginn der Operation Desert Storm (Operation Wüstensturm). Im Feld eröffnet wurde die Luftkampagne von Kampfhubschraubern der 101. Luftlandedivision und damit durch eine Heereseinheit. Sie vernichteten eine grenznah stationierte Radareinheit. Die Koalitionsstreitkräfte flogen in den ersten 20 Stunden mit über 750 Kampfflugzeugen und Bombern rund 1300 Angriffe auf Ziele im Irak. Dabei setzten sie präzisionsgelenkte Munition, Streubomben, Daisy Cutters und Marschflugkörper ein. In der ersten Kriegsnacht verlor der Irak sämtliche Leitzentren seiner Luftstreitkräfte sowie alle Radaranlagen und einen Großteil seiner Flugabwehrraketenstellungen. Viele irakische Kampfflugzeuge wurden am Boden zerstört.
Der irakischen Luftwaffe gelangen während des gesamten Krieges nur zwei Abschüsse: Der Pilot Zuhair Dawood fing am 17. Januar mit seiner MiG-25PDS die F/A-18 von Scott Speicher circa 150 Kilometer westlich von Bagdad ab und schoss sie mit einer R-40RD-Lenkwaffe ab. Darüber hinaus beschädigten MiG-29- und MiG-23-Piloten drei F-111 und eine B-52. Diese Erfolge reichten allerdings bei weitem nicht aus, um die Operationen der Alliierten ernsthaft zu gefährden. Die US-Alliierten gaben zum Zeitpunkt der vorläufigen Waffenruhe die eigenen Verluste später mit insgesamt 23, anderen Angaben zufolge 30 abgeschossenen und abgestürzten Maschinen an, die irakische Seite verkündete etwa 300. Ebenfalls am 17. Januar wurden vom Irak aus erstmals acht R-17-Raketen auf Israel abgefeuert. Im Verlauf des Krieges wurden 40 R-17 auf Israel und 46 auf Saudi-Arabien abgefeuert, denen zwei Israelis und am 25. Februar 1991 28 US-Soldaten in einer Kaserne in Saudi-Arabien zum Opfer fielen.
Am 19. Januar 1991 entsandten die USA Flugabwehrraketen vom Typ MIM-104 Patriot nach Israel. Israel verhinderte auch durch eine Desinformationskampagne weitere Schäden: In den öffentlich zugänglichen Medien wurden Standorte von Einschlägen gemeldet, die deutlich weiter westlich als die wahren Einschläge lagen. Irakische Militärs nahmen daher an, ihre Raketen seien zu weit geflogen, und justierten weitere Raketen auf eine kürzere Flugstrecke mit der Folge, dass sie ihr Ziel verfehlten und außerhalb des israelischen Staatsgebietes einschlugen. Eine ähnliche Vorgehensweise hatte schon im Zweiten Weltkrieg dazu beigetragen, die Schäden durch V1- und V2-Raketen im Londoner Stadtgebiet zu verringern. Weder die Patriot-Systeme noch die Luftangriffe auf Abschusseinrichtungen trugen maßgeblich zur Verhinderung der Raketenangriffe bei.
Irakischen Piloten gelang am 27. Januar 1991 mit insgesamt 144, nach anderen Angaben 137 MiG-23 und MiG-29 die Flucht nach Iran. Die Islamische Republik Iran setzte UN-Generalsekretär Javier Pérez de Cuéllar am 28. Januar davon in Kenntnis und informierte auch darüber, dass den Piloten bis zur Einstellung der Kampfhandlungen die Verwendung der Kampfflugzeuge nicht gestattet werde. Am 6. Februar schoss eine US-amerikanische F-15C von Captain Thomas Dietz der 36th Tactical Fighter Wing mit AIM-9-Sidewinder-Lenkwaffen zwei irakische MiG-21 ab.

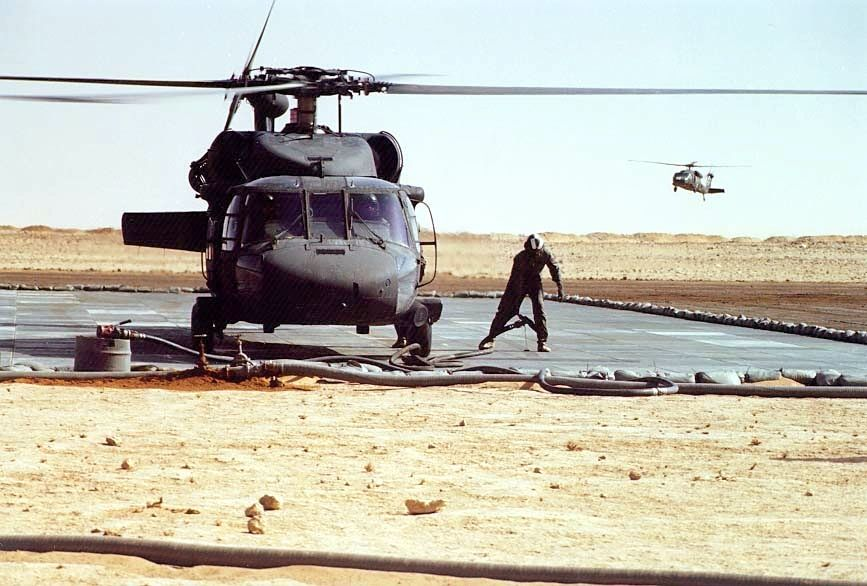
Schnellauftankpunkt der 101. US-Luftlandedivision im Norden Saudi-Arabiens

Ab dem 7. Februar operierten auch Spezialeinheiten, unter anderem das 1st Special Forces Operational Detachment-Delta (Airborne) und der britische Special Air Service, hinter den feindlichen Linien bis zur syrischen Grenze, um mobile R-17-Startsysteme ausfindig zu machen und zu zerstören oder als Ziel für Luftschläge zu markieren. Nahe der Stadt Al-Qa'im versuchten die irakischen Einheiten beispielsweise, ihre mobilen Startsysteme in einer Phosphatmine zu tarnen. Die militärische Luftüberlegenheit der Koalition etablierte sich schnell. Die Luftstreitkräfte flogen umfangreiche Angriffe, ohne auf wesentlichen Widerstand zu stoßen. Der Luftkrieg richtete sich auf militärische Ziele wie die Republikanische Garde in Kuwait, Luftverteidigungssysteme, R-17-Raketensysteme, Militärflugzeuge und Flugplätze, Spionagesysteme und die Marine. Zugleich zielte er auf Anlagen, die sowohl dem Militär als auch den Zivilisten nützlich sein konnten: Elektrizitätsanlagen, Nachrichtentechnik, Hafeneinrichtungen, Ölraffinerien und -pipelines, Eisenbahnen und Brücken. Die Energieversorgung des industrialisierten Landes wurde zerstört. Am Ende des Krieges lag die Elektrizitätsproduktion bei vier Prozent des Vorkriegsniveaus, Monate später bei 20 bis 25 Prozent.
Außerdem wurde die Trinkwasserversorgung weitflächig gezielt zerstört, was insbesondere die Zivilbevölkerung schwer leiden ließ. Bomben zerstörten die Steuerungssysteme aller großen Staudämme, der meisten Pumpstationen und zahlreiche Kläranlagen. Das Abwasser floss direkt in den Tigris, von dem die Zivilbevölkerung Trinkwasser entnehmen musste, woraus die Verbreitung epidemischer Krankheiten resultierte. In den meisten Fällen vermieden die Verbündeten, rein zivile Ziele anzugreifen. Am 13. Februar 1991 kamen jedoch bei einem Luftangriff auf einen Luftschutzbunker im Bagdader Stadtteil Al-Amiriya über 400 Zivilisten ums Leben. Die US-Regierung erklärte, dass der Bunker ein legitimes militärisches Ziel gewesen sei, und bedauerte den Verlust von Menschenleben. Der Irak richtete seine Raketenangriffe auf Militärbasen des Bündnisses in Saudi-Arabien und auf Israel in der Hoffnung, Israel direkt in die Kriegshandlungen zu ziehen und somit die anderen arabischen Staaten zum Verlassen des Bündnisses zu bewegen. Diese Strategie scheiterte. Israel nahm die Koalition nicht in Anspruch, und die arabischen Staaten blieben im Bündnis, ausgenommen Jordanien, das offiziell neutral blieb.

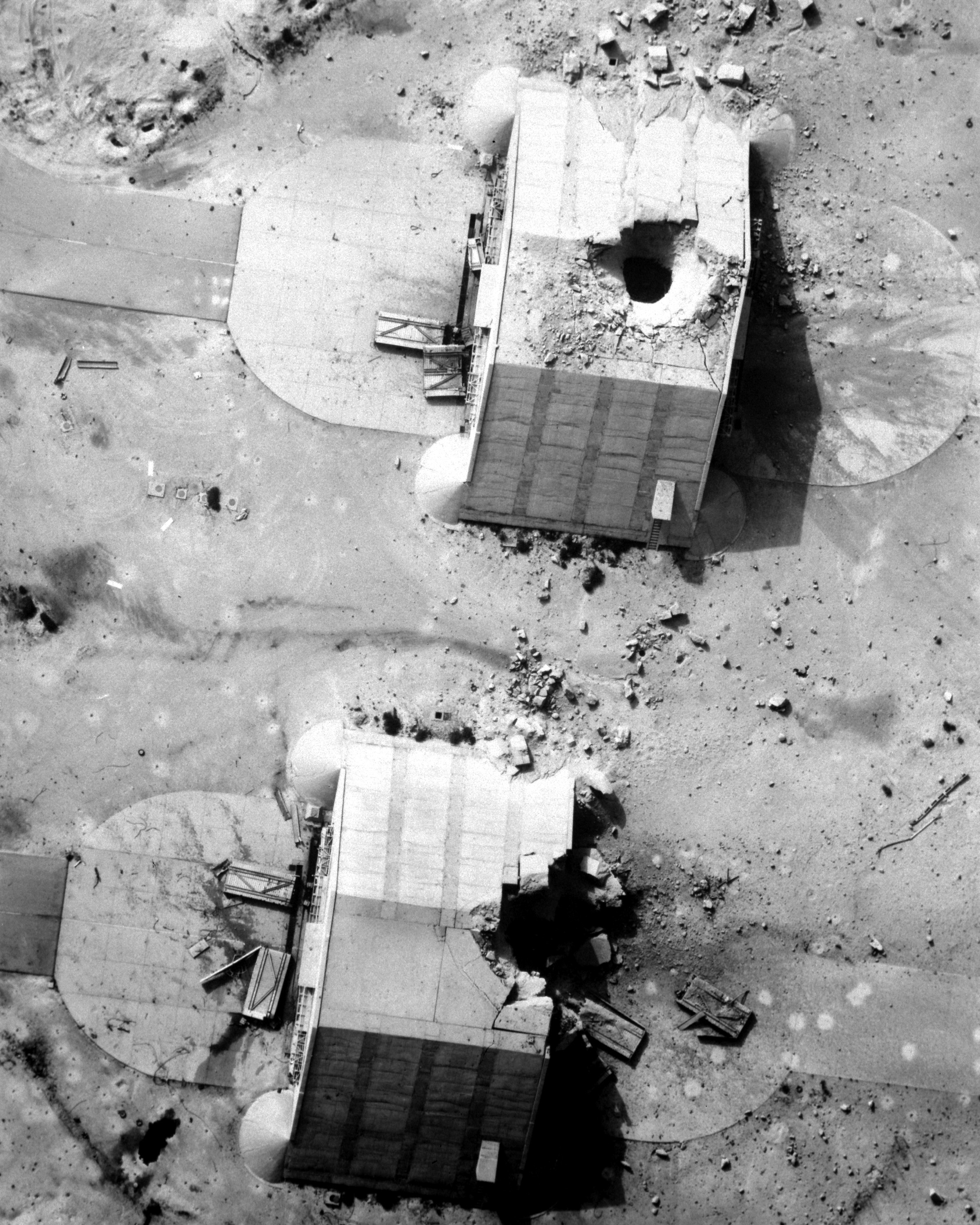
Zwei zerstörte kuwaitische Flugzeugschutzbauten

Die irakische Luftwaffe erwies sich als gänzlich unfähig, effektiv in die Kampfhandlungen am Boden oder in der Luft einzugreifen. Dies war unter anderem eine direkte Folge der frühen und intensiven Bombardierung ihrer Flugplätze. Zwar waren viele Flugzeuge in widerstandsfähigen Sheltern untergebracht, diese wurden aber durch bunkerbrechende Bomben zumeist vom Typ BLU-109 ausgeschaltet. Darüber hinaus wurden auch die Start- und Landebahnen sowie die Rollbahnen und Vorfelder der Flugplätze angegriffen, so dass die noch intakten Maschinen nicht abheben konnten und leichte Ziele für weitere Angriffe darstellten. Die verbleibenden Kampfflugzeuge, die starten konnten und sich den Alliierten entgegenstellten, sahen sich mit einem zahlenmäßig und technisch überlegenen Feind konfrontiert. Für die Sicherung der Luftüberlegenheit waren primär die F-15C Eagle der US Air Force zuständig. Sie fassten viele Ziele entweder mit ihrem eigenen weitreichenden Radar auf oder wurden von den E-3 AWACS-Maschinen instruiert und auf Abfangkurs gebracht. Während des Krieges schossen die F-15 so 31 irakische Kampfflugzeuge und drei Hubschrauber ab, ohne dabei Verluste zu erleiden. Weitere fünf Abschüsse gingen auf das Konto anderer Flugzeugtypen wie F/A-18, F-14 und A-10.
Die irakische Luftwaffe verlor hauptsächlich Flugzeuge vom Typ Mirage F1 (9), MiG-21 (4), MiG-23 (8), MiG-25 (2), MiG-29 (5), Suchoi Su-22 (4) und Su-25 (2). Zum ersten Mal in der Geschichte wurde die Mehrzahl der Gefechte auf große Distanz (Beyond Visual Range) mit weitreichenden Lenkwaffen ausgetragen. Die F-15 setzten hierbei erfolgreich die AIM-7 Sparrow ein, die im Vietnamkrieg noch sehr ineffizient gewesen war. Dies ist hauptsächlich auf Verbesserungen an der Waffe, neue Radargeräte, ausgereifte Systeme zur Freund-Feind-Erkennung und verbessertes Training der Piloten zurückzuführen. Bei den seltenen Luftkämpfen auf kurze Distanz kam die AIM-9 zum Einsatz. Der Irak verfügte zu Kriegsbeginn über ein voll integriertes, computergestütztes Luftverteidigungssystem, das aus Frankreich beschafft worden war und den Namen „Kari“ trug. Es verband die Zentrale in Bagdad mit vier Sektor-Einsatzzentralen, die wiederum mit 17 Abfangzentralen vernetzt waren. Insgesamt arbeiteten in diesem System rund 500 Radargeräte. Die folgende Tabelle gibt Aufschluss über die Anzahl und die Standorte einiger irakischer SAM-Batterien vor dem Kriegsbeginn:
| Standort                | SA-2 | SA-3 | SA-6 | SA-8 | Roland 2 | Gesamt |
| ----------------------- | ---- | ---- | ---- | ---- | -------- | ------ |
| Bagdad                  | 10   | 16   | 8    | 15   | 9        | 58     |
| Mossul/Kirkuk           | 1    | 12   | 0    | 1    | 2        | 16     |
| Basra                   | 2    | 0    | 6    | 0    | 6        | 15     |
| Flugplätze H-2 und H-3  | 1    | 0    | 6    | 0    | 6        | 13     |
| Tahil/Jalibah           | 1    | 0    | 0    | 0    | 2        | 3      |
| Insgesamt einsatzbereit | 15   | 28   | 22   | 16   | 24       |        |

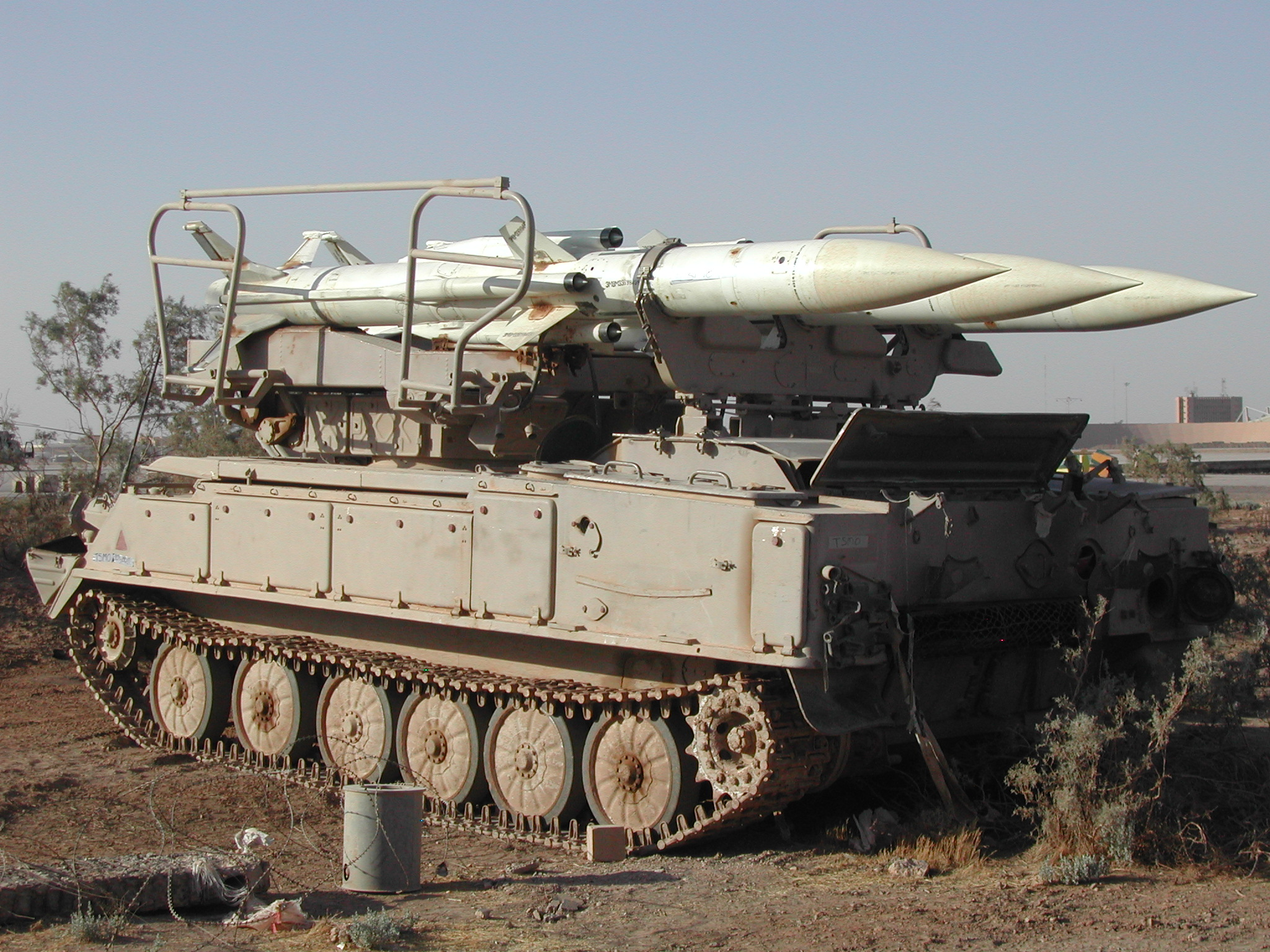
Ein (ehemals) irakisches 2K12-Kub-Startgerät

Im Kurzstreckensegment waren neben Flugabwehrraketenpanzern vom Typ 9K31 Strela-1 und 9K35 Strela-10 auch etwa 4000 Flugabwehrkanonenpanzer meist vom Typ ZSU-23-4 Schilka vorhanden. Außerdem standen große Mengen schultergestützter MANPADS vom Typ 9K32 Strela-2 und 9K34 Strela-3 zur Verfügung, die sich hauptsächlich bei mobilen Verbänden im Feld befanden. Die Luftabwehr erwies sich im Vergleich zur Luftwaffe als wesentlich effektiver bei der Abwehr der Alliierten, die insgesamt 37 Flugzeuge, davon 28 der USA, und 5 Hubschrauber durch Beschuss vom Boden verloren. Folgende Liste schlüsselt die Ereignisse genauer auf:
|              | Verluste | Beschädigt |
| ------------ | -------- | ---------- |
| Flak         | 11       | 19         |
| Radar-FlaRak | 08       | 06         |
| IR-FlaRak    | 14       | 12         |
| Unbekannt    | 03       | 04         |
| Gesamt       | 36       | 41         |

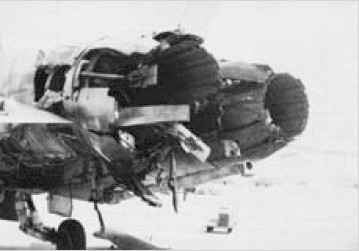
Eine F/A-18 wurde hier durch eine Strela-2-Luftabwehrrakete direkt an der linken Triebwerksdüse getroffen, wobei sie allerdings flugfähig blieb

Die weitreichenden radargelenkten Flugabwehrraketen waren lediglich in den ersten Tagen des Krieges verhältnismäßig effektiv. Ein Grund hierfür waren die intensiven Elektronischen Gegenmaßnahmen der Alliierten, die sie mit den EF-111 und EA-6B und ihren AN/ALQ-99-Störsystemen ergriffen. Außerdem wurde parallel eine große Zahl SEAD-Missionen geflogen, wodurch ein Großteil der Radaranlagen zumeist durch AGM-88-HARM-Lenkwaffen zerstört wurde. Durch die Niederhaltung oder Zerstörung der weitreichenden radargelenkten Flugabwehrraketen konnten sich die Flugzeuge der Alliierten in großer Höhe von über zehn Kilometern schon bald frei bewegen.
Zur Unterstützung der Bodentruppen mittels Luftnahunterstützung mussten allerdings viele Maschinen diese sichere Höhe verlassen und auf wenige Kilometer über Grund sinken. Hierdurch gerieten sie in Reichweite der infrarotgelenkten Flugabwehrraketen. Diese besaßen zwar keine große Reichweite, sendeten aber in den meisten Fällen keine Radar-Emissionen aus und waren sehr mobil, so dass sie nicht leicht zu entdecken waren. Eine Warnung vor anfliegenden Raketen war meist nur über das Sichten der Abgasspur der gestarteten Lenkwaffen möglich, so dass die Piloten nur wenig Zeit zum Reagieren und Ausweichen hatten. Ähnlich verhielt es sich mit den zahlreichen Flugabwehrkanonen (Flak), die oft nur unpräzises Sperrfeuer abgaben, das aber hin und wieder zu Treffern und Abschüssen führte. Aufgrund ihrer großen Zahl und verdeckten Operationsweise blieben infrarotgelenkte Flugabwehrraketen und Flak bis zum Ende des Krieges eine konstante Bedrohung für niedrig fliegende Flugzeuge. Insgesamt konnte auch die Flugabwehr die Alliierten nur begrenzt aufhalten oder stören. Auf alliierter Seite waren insgesamt 2700 Luftfahrzeuge aus 14 Staaten im Einsatz. Sie flogen während des Golfkriegs rund 116.000 Einsätze.
Zeitgleich mit der Luftkampagne begannen auch offensive Operationen der US-Marine unter Vizeadmiral Stanley R. Arthur im Persischen Golf. Auch dabei stellten die Patrouillenboote und Hilfsschiffe, die der Irak im Wesentlichen einsetzte, keine gleichwertigen Gegner für die amerikanischen Hochseeverbände dar. Nach rund drei Wochen war der Irak zu keinen nennenswerten Seeoperationen mehr fähig. Bis zum Beginn der Bodenoffensive kreuzte ein Seelandungsverband aus rund 30 Schiffen im Golf, um irakische Truppen an die Küste zu binden. Nach US-Einschätzung wurden dadurch sieben Divisionen weitgehend immobil gehalten. Nach dem Beginn der Bodenoperation unterstützten die Schiffe die US-Marineinfanteristen und arabischen Truppen der küstennahen Offensive mit dem Beschuss von Bodenzielen.

### Bodenkrieg

Verlauf der Invasion der Koalitionstruppen

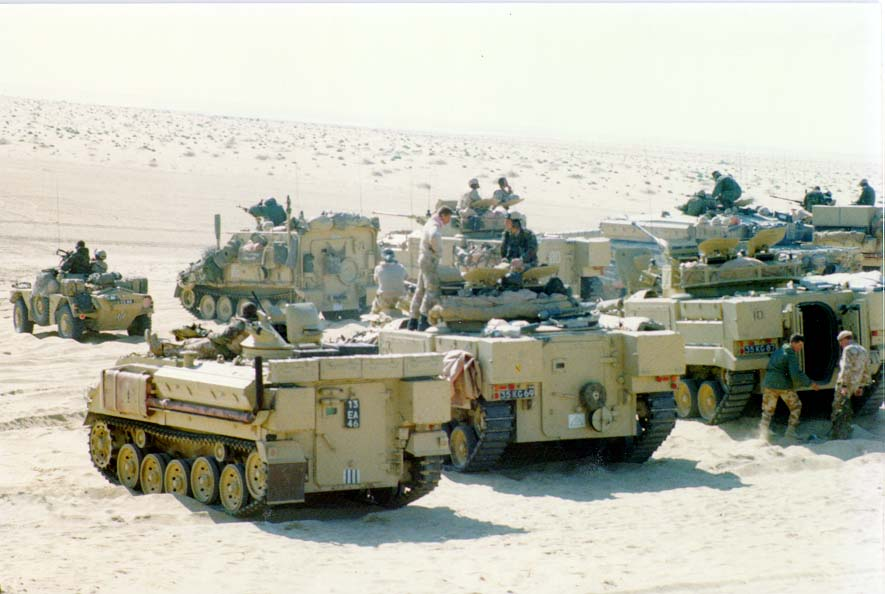
Aufstellung britischer Panzerfahrzeuge

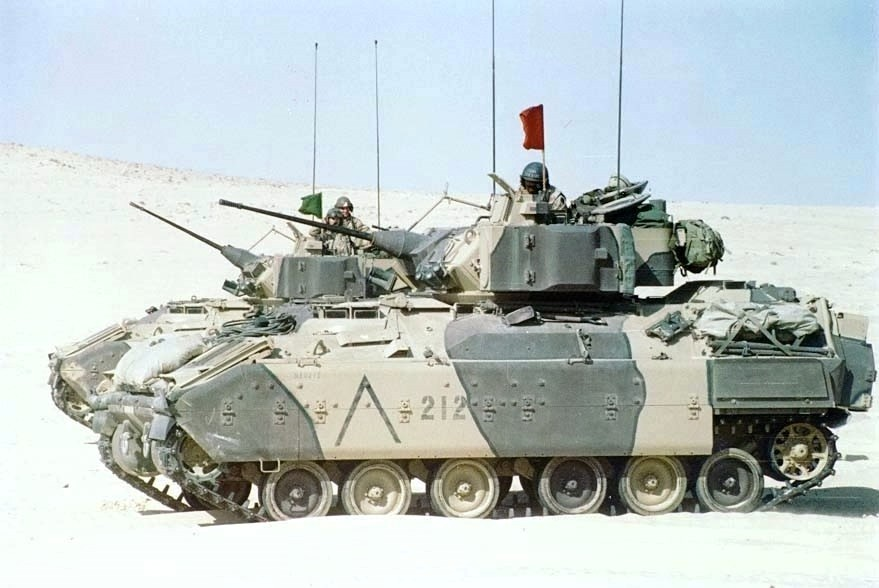
Zwei amerikanische Panzer vom Typ M2 Bradley

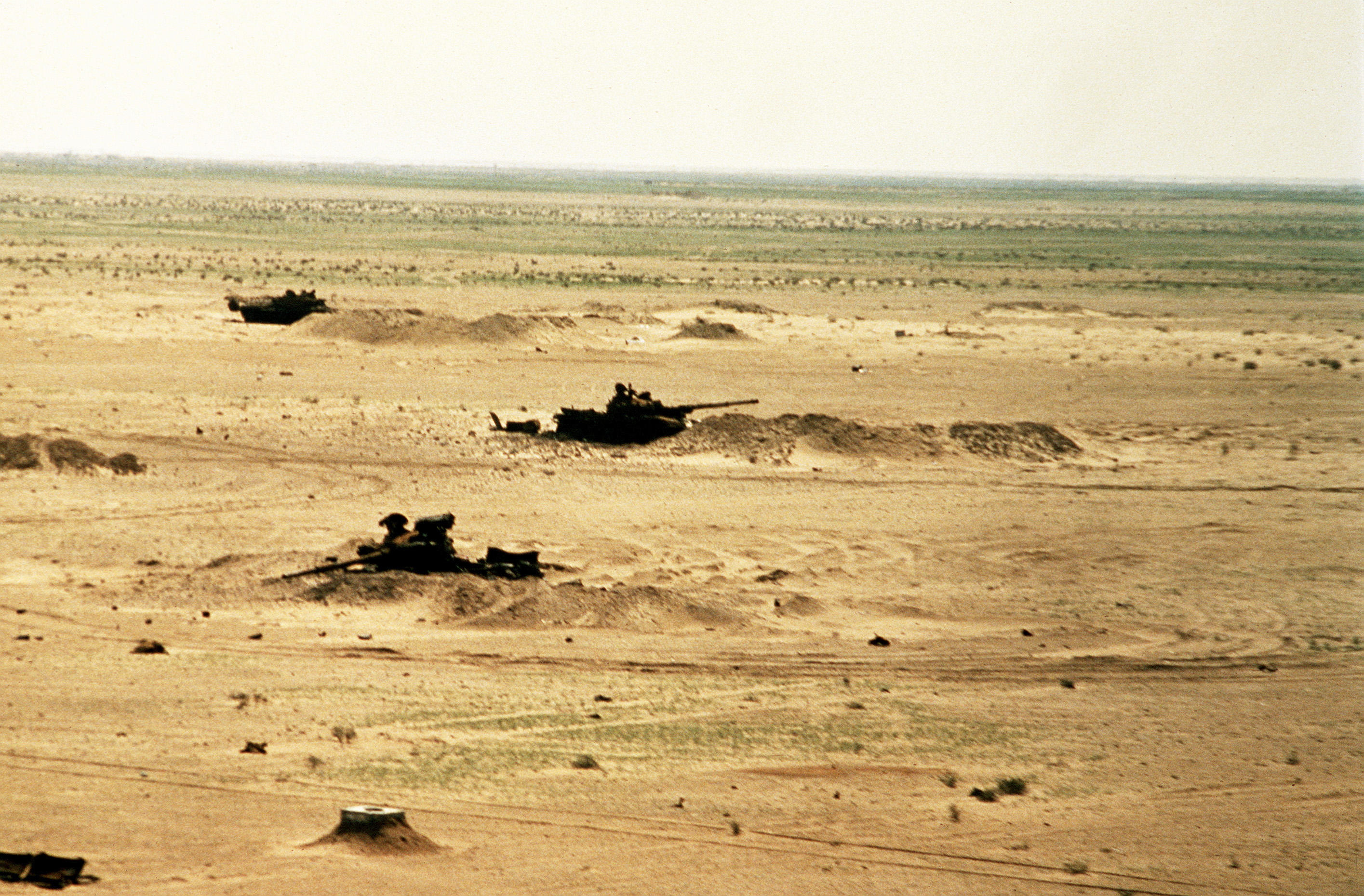
Zerstörte irakische Kampfpanzer im Südirak, März 1991

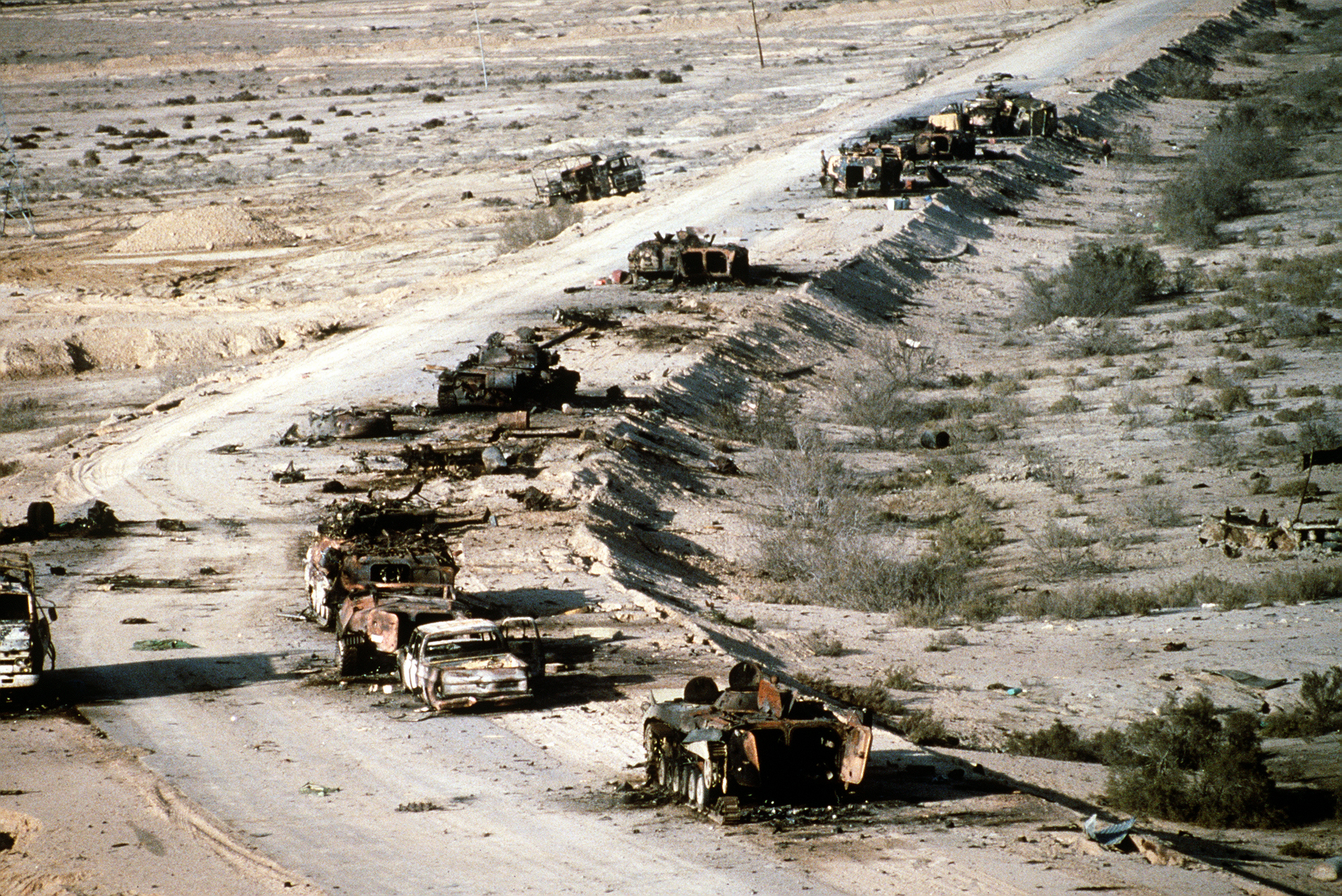
Zerstörte irakische Panzer und Truppentransporter, März 1991

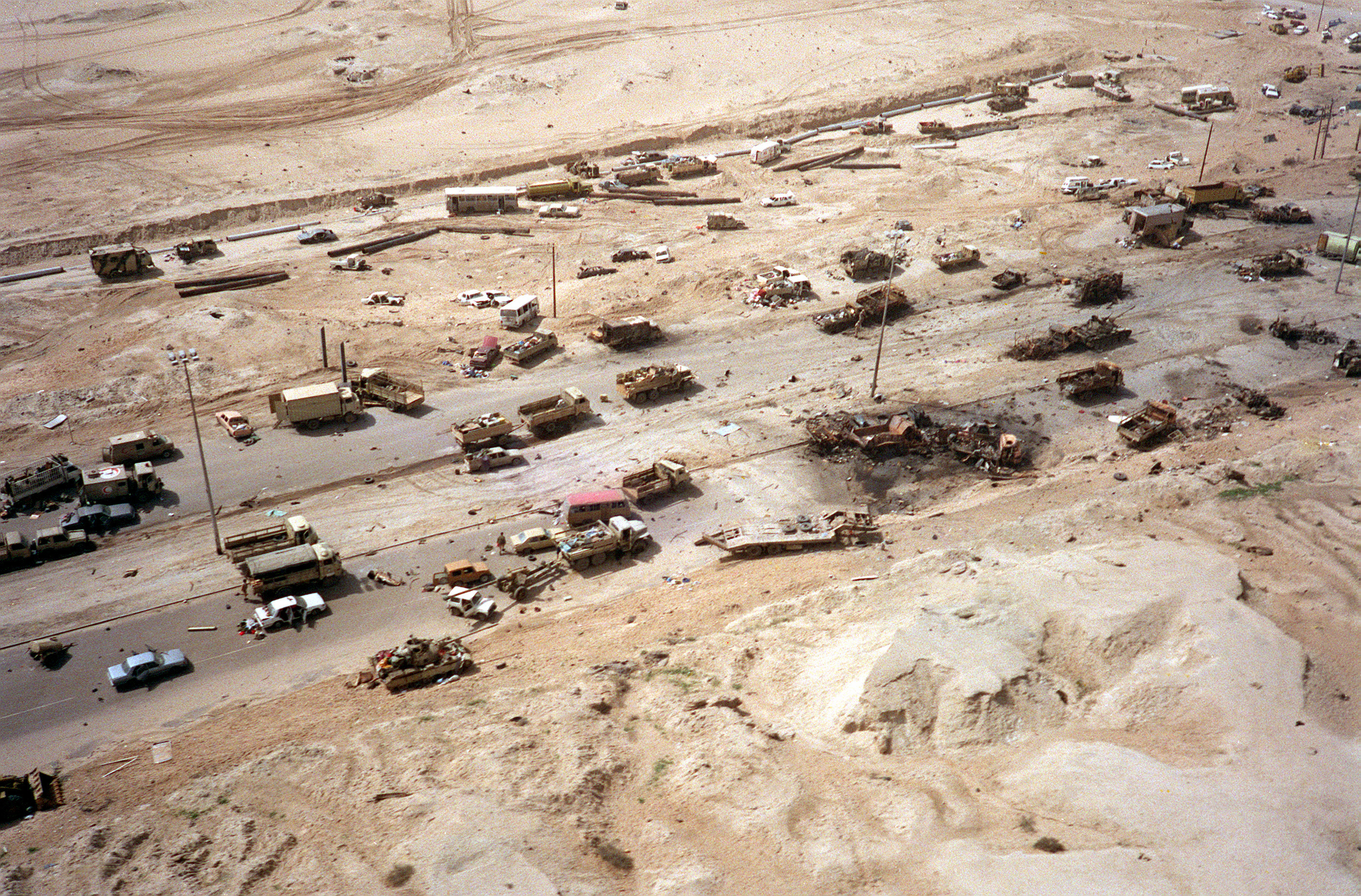
Durch einen Luftangriff zerstörte Militär- und Zivilfahrzeuge im Februar 1991, siehe auch: Highway of Death

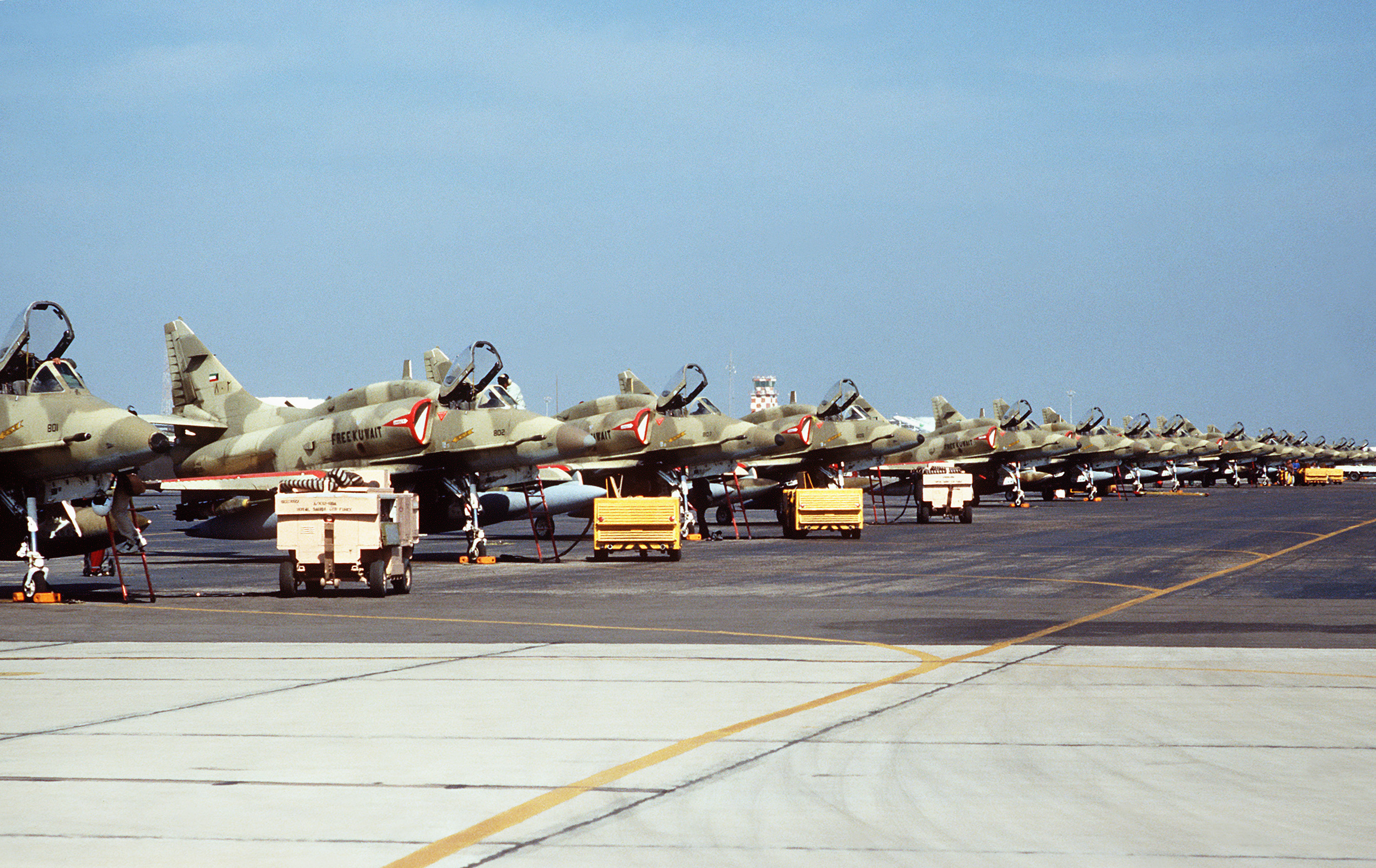
Kuwaitische A-4KU vor einem Einsatz im Februar 1991

Bereits Wochen vor den eigentlichen Kampfhandlungen war es zu Schusswechseln und Artillerieduellen zwischen den Bodeneinheiten beider Seiten sowie demonstrativen Truppenbewegungen gekommen. Am 29. Januar 1991 unternahm die irakische Armee mit Panzern einen begrenzten Vorstoß auf die saudi-arabische Grenzstadt al-Chafdschi (Khafji), anschließend kam es zur Schlacht um Chafdschi. Am 21. Februar unternahmen mechanisierte Truppen der US-Marineinfanterie einen Vorstoß in irakisches Gebiet und bewegten sich dort im Vorfeld der eingegrabenen Iraker. Am 22. Februar 1991 stimmte der Irak einer durch die Sowjetunion vorgeschlagenen Waffenruhe zu. Die Vereinbarung verlangte, dass der Irak seine Truppen innerhalb von drei Wochen auf die Position vor dem Einmarsch zurücknehmen solle, worauf sich eine Waffenruhe anschließen würde, und verlangte weiter die Überwachung von Waffenruhe und Rückzug durch den UNO-Sicherheitsrat. Die USA lehnten diese Vorschläge ab, sicherten aber zu, den Rückzug der irakischen Truppen nicht anzugreifen, und stellten dem Irak ein Ultimatum für einen Rückzug aus Kuwait bis 23. Februar 1991 12:00 Uhr New Yorker Zeit (18:00 Uhr MEZ). Dies lehnte die irakische Seite ab und begann damit, kuwaitische Ölförderanlagen zu zerstören und Ölquellen in Brand zu stecken. Daraufhin erteilte Präsident Bush Schwarzkopf den Befehl zum Beginn der Bodenoffensive.
Am 24. Februar 1991, 04:00 Uhr Ortszeit (23. Februar 20:00 Uhr EST), begannen die Alliierten ihren Bodenkrieg. Am nordwestlichen Rand führte die französische 6. leichte Panzerbrigade mit Unterstützung von Einheiten der 82. US-Luftlandedivision den Angriff an. Sie durchstießen die 45. irakische Infanteriedivision und zerstörten südlich von As Salman, rund 100 Kilometer Luftlinie hinter der Grenze, eine irakische Panzerkompanie. Die südöstlich angrenzenden Hubschrauberverbände der 101. US-Luftlandedivision gingen wegen Nebels erst zwei Stunden später zur Offensive über. Rund 300 Hubschrauber setzten die Truppe etwa 50 Kilometer östlich von As Salman im irakischen Hinterland ab. Dort richteten sie den Stützpunkt Cobra ein, von dem aus die Hubschrauber leichte irakische Verbände im weiten Umkreis bekämpften und sich für einen Vorstoß nach Norden zum Euphrat am nächsten Tag vorbereiteten. Die 24. US-Infanteriedivision sollte erst am folgenden Tag durch das von den Hubschraubern freigekämpfte Gebiet nachstoßen, erhielt jedoch wegen des unerwartet guten Vorankommens der übrigen Truppen bereits um 15 Uhr Ortszeit den Angriffsbefehl. Der Verband stieß kaum auf Widerstand, wurde aber von Sandstürmen behindert.
Dennoch setzte die Division ihren Vormarsch ununterbrochen auch durch die folgende Nacht hindurch fort, um möglichst schnell den Euphrat zu erreichen. Nahe der Golfküste durchbrachen derweil die 1. US-Marineinfanteriedivision unmittelbar westlich von Wafra und die 2. US-Marineinfanteriedivision noch etwas weiter westlich die irakischen Stellungen und manövrierten durch die dortigen Ölfelder, wobei die 2. Division zudem zwei Minenfelder umgehen musste. Dabei wurden die Marines nach Westen von der 1. Brigade der 2. US-Panzerdivision gegen mögliche irakische Angriffe auf ihre Flanke abgeschirmt. Die Marines stießen nur auf schwachen Widerstand. Ihre 1. Division erreichte um 18 Uhr den aufgegebenen Militärflugplatz Ahmed Al Jabr, rund 35 Kilometer südlich von Kuwait-Stadt, wo einige irakische Panzer sich zum Kampf stellten und vernichtet wurden. Am Flugplatz trafen die beiden Marineinfanteriedivisionen zusammen und rückten anschließend in enger Fühlung weiter nach Norden vor. Zur Nachtrast standen sie ungefähr 35 Kilometer tief in kuwaitischem Gebiet. Bei ihrem Vorstoß nahmen die Marines Tausende von desertierten irakischen Soldaten gefangen, die geschwächt und durch den umfangreichen Luftkrieg demoralisiert waren. Die Marines wurden östlich von dem multinationalen arabischen Verband (JFC-E) flankiert, der entlang der Küstenautobahn mit Feuerunterstützung durch US-Schiffe in Richtung Kuwait-Stadt vorstieß.
Der unerwartet schnelle Vormarsch der Marineinfanterie stellte Schwarzkopf vor die Gefahr, dass die Republikanischen Garden entweder die Marines angreifen oder aus dem Land abziehen würden. Beides hätte sie dem Zugriff des VII. Korps mit seinen Panzertruppen und der beabsichtigten Vernichtung entzogen. Der Kommandeur befahl daraufhin einen Scheinangriff der 1. Kavalleriedivision auf die 27. irakische Infanteriedivision im Wadi al Batin, um die gegnerischen Truppen von einer Hinwendung zu den Marines weiter im Osten abzubringen. Westlich davon durchbrach die 1. Infanteriedivision die unverteidigten Minenfelder und Wälle der irakischen Wüste ohne eigene Verluste. Noch weiter westlich stießen die beiden Panzerdivisionen und das 2. Kavallerieregiment des VII. Korps nach Norden in den Irak vor, um später nach Osten einzuschwenken und den Kampf mit der Republikanischen Garde zu suchen. Im Gegensatz zu anderen beteiligten Einheiten nahm Korpskommandeur Generalleutnant Frederick M. Franks zum Abend des 24. Februars hin Geschwindigkeit aus diesem Vorstoß, um den Zusammenhalt der Truppen nicht aufzureißen.
Die Befürchtung, dass der Irak chemische Waffen einsetzen könnte, bestätigte sich nicht. Am 25. Februar verschlechterte sich allerdings das Wetter zu anhaltendem Wind und Regen. Vor allem die Marineinfanterie im Osten des Operationsgebiets wurde zudem durch die inzwischen in großem Umfang brennenden Ölquellen behindert. Im Westen schloss der Hauptteil der 82. US-Luftlandedivision per Bodentransport zu den Franzosen in As Salman auf. Die 101. Luftlandedivision erreichte vom Stützpunkt Cobra aus mit Hubschraubern die Autobahn 8 am Euphrat südlich von Nasiriya. Damit war für die Iraker die wichtigste Verbindung nach Kuwait gekappt. Daher befahl Schwarzkopf der 24. US-Infanteriedivision, ihren raschen Vorstoß zum Euphrat für einen Tag zu unterbrechen. Er fürchtete, dass der mittelschwere Verband andernfalls ohne die Panzereinheiten des langsameren VII. Korps mit der Republikanischen Garde hätte kämpfen müssen.
Die Iraker unternahmen an der östlichen Flanke einen Gegenangriff gegen die Marineinfanteristen. Aus der Sichtdeckung des brennenden Ölfelds Burgan heraus griff das III. irakische Korps an. Dabei trat die 7. irakische Infanteriedivision aus Richtung Norden gegen die 2. US-Marineinfanteriedivision an und die 5. irakische mechanisierte Infanteriedivision von Südwesten gegen die 1. US-Marineinfanteriedivision. Die Amerikaner schlugen beide Angriffe zurück, wobei insbesondere die Lage für das frontnahe Hauptquartier der 1. Division zeitweise bedrohlich war. Bis zum Nachmittag zog sich das III. Korps nach Kuwait-Stadt hinein zurück und richtete sich dort zur Verteidigung ein. Etwa zum gleichen Zeitpunkt erhielten die irakischen Truppen den Befehl, Kuwait in Richtung Basra zu verlassen. Die 1. Marineinfanteriedivision erreichte das Vorfeld des Flughafens Kuwait und bereitete sich für den Folgetag auf dessen Eroberung vor. Die 2. Marineinfanteriedivision stieß westlich an Kuwait-Stadt vorbei um den Mutla-Höhenzug zu gewinnen, mit 306 Metern über dem Meeresspiegel die höchste Erhebung Kuwaits. Das zurückgefallene VII. US-Korps war unterdessen in Kämpfe mit irakischen Truppen verwickelt.
Vor allem die 1. Infanteriedivision kam kaum noch voran. Dieses Zurückbleiben und das Unvermögen des zweiten multinational-arabischen Verbands (JFC-N) am Vortag gleichzeitig mit den Amerikanern vorzugehen, gefährdete die rechte Flanke des VII. Korps. Schwarzkopf reagierte darauf, indem er die 1. britische Panzerdivision langsam durch die Einheiten der US-Infanterie hindurchfädeln ließ. Anschließend schwenkten die Briten nach Osten ein, um die 52. irakische Panzerdivision zu zerschlagen. Vorerst trafen die Briten aber nur auf in Auflösung befindliche Verbände des VII. irakischen Korps. Von den Einheiten des VII. US-Korps erzielte an diesem Tag lediglich die 1. Panzerdivision größere Geländegewinne. Der Verband stieß rund 110 km vor, eroberte ein größeres irakisches Materialdepot und zerschlug in der sogenannten Schlacht von Busayyah die 26. irakische Infanteriedivision. Im Verlauf des Tages setzte eine zunehmende Rückzugsbewegung, teils chaotische Flucht irakischer Truppen aus Kuwait ein.
Am 26. Februar begannen die irakischen Truppen offiziell mit dem Rückzug aus Kuwait, steckten weitere kuwaitische Ölfelder beim Verlassen in Brand und öffneten die Sperrriegel an kuwaitischen Ölterminals, so dass sich riesige Mengen Öl in den Persischen Golf ergossen und eine Umweltkatastrophe auslösten. Insgesamt brannten rund 600 Ölquellen. Da bislang keine größeren Gefechte mit der Republikanischen Garde stattgefunden hatten, sah Kommandeur Schwarzkopf sein strategisches Ziel in Gefahr, die irakische Eliteeinheit zu zerschlagen. Zugleich drohte eine Initiative Russlands, die im UN-Sicherheitsrat einen Waffenstillstand erzwingen sollte. Er befahl daraufhin der 24. Infanteriedivision, ihren schnellen Vorstoß wieder aufzunehmen, und dem VII. Korps, zügiger als bislang vorzugehen. Beide sollten das Gefecht mit der Republikanischen Garde suchen. Die beiden US-Luftlandedivisionen und die leichte französische Panzerdivision unternahmen an diesem Tag keine strategischen Bewegungen mehr, sondern konzentrierten sich darauf, die westliche Flanke der alliierten Streitkräfte abzuschirmen. Im Verlauf des Tages erreichte die 24. Infanteriedivision auf breiter Front den Euphrat und damit die dichter besiedelten irakischen Landesteile und die Autobahn 8. Dort entspannten sich im Tagesverlauf und bis in die Nacht hinein lebhafte Gefechte mit irakischen Einheiten. Insbesondere stieß die 1. Brigade der Division auf verbissene Gegenwehr der 26. irakischen Kommandobrigade. Im Osten des Einsatzgebiets nahm die 2. Marineinfanteriedivision an diesem Tag die Mutla-Höhe. Damit waren die aus Kuwait-Stadt herausführenden Autobahnen unter der Kontrolle der Amerikaner und die verbleibenden irakischen Truppen in der Stadt eingekesselt. Die 1. Marineinfanteriedivision eroberte den Flughafen und einige Vororte von Kuwait-Stadt. Am Nachmittag durchbrach der arabische Verband JFC-E die irakische Verteidigung im Osten der Stadt, rückte aber nur wenig vor.
Dem VII. US-Korps gelang an diesem Tag, die Republikanische Garde zu stellen: Das 2. Kavallerieregiment traf rund 120 km südwestlich von Basra in starkem Regen und Sandsturm auf die 18. mechanisierte und die 9. Panzerbrigade der Tawakalna-Division der Garde, die den Rückzug der übrigen irakischen Einheiten decken sollte. In einem rund sechsstündigen Gefecht rieb das Kavallerieregiment beide gegnerische Verbände auf. Weiter südlich führte die nach Osten und zur Golfküste nördlich von Kuwait-Stadt einschwenkende 1. britische Panzerdivision mehrere Begegnungsgefechte mit der 48. Infanterie- und der 52. Panzerdivision des Irak. Weiter nördlich folgte die 1. US-Panzerdivision ebenfalls nach Osten mit Stoßziel Umm Qasr. Im Verlauf des Tages lieferte sie sich Gefechte mit Einheiten der 12. irakischen Panzerdivision und in den Abend- und Nachtstunden mit der 29. Brigade der Tawakalna-Division und Teilen der Medina-Division der Republikanischen Garde. Teils griff die etwas weiter südlich operierende 3. US-Panzerdivision in die Kämpfe ein.
Die noch weiter südlich ebenfalls nach Umm Qasr eindrehende 1. US-Infanteriedivision war an diesem Tag kaum an Gefechten beteiligt. Zudem ordnete Schwarzkopf an, die inzwischen wieder als Reserve zurückgehaltene 1. Kavalleriedivision hinter der 1. US-Panzerdivision in Richtung Euphrat vorgehen zu lassen. Ein langer Konvoi der irakischen Truppen – bestehend auch aus vielen irakischen Zivilisten – zog sich entlang der Hauptverbindungsstraße Irak–Kuwait zurück. Dieser Konvoi wurde in der Nacht zum 27. Februar von den Verbündeten stundenlang bombardiert und die Straße als „Highway of Death“ bekannt. Die Bombardierung der auf dem Rückzug befindlichen Truppen und der eingeschlossenen Zivilisten wurde auf Initiative des früheren US-Justizministers Ramsey Clark von einer privaten „Kommission“ in einem symbolischen Prozess als Verbrechen gegen die Menschlichkeit eingestuft. Am 27. Februar teilte sich die 24. US-Infanteriedivision am Euphrat in eine nordwestliche und eine südöstliche Angriffssäule. Die nach Nordwesten vorgehende 197. Infanteriebrigade eroberte den Flughafen von Nasiriya. Die beiden übrigen Brigaden nahmen in Richtung Südost ein Materiallager und das Flugfeld Jalibah, rund 130 km westlich von Basra. Parallel verlegte die 2. Brigade der 101. Luftlandedivision zum Stützpunkt Viper nahe dem Flugfeld, um anschließend mit ihren Hubschraubern den Verkehr auf der Autobahn 6 anzugreifen. Damit war der Südirak gänzlich von der Straßenverbindung in den Norden des Landes abgeschnitten.
Die Heereseinheiten setzten derweil ihren Weg nach Osten fort, wo sie gemeinsam mit dem 3. Kavallerieregiment, der Reserve des XVIII. Luftlandekorps, entlang der Autobahn 8 weiter vorgingen und damit zur nördlichen Flanke des US-Vorstoßes geworden waren. Südlich von ihnen waren das panzerlastige VII. US-Korps und die Briten inzwischen nach Osten geschwenkt, um die verbleibenden Verbände der Republikanischen Garde anzugreifen. Dies gelang der 1. Infanteriedivision zuerst. Sie war dem 2. Kavallerieregiment gefolgt, das inzwischen durch die Reste der Tawakalna-Gardedivision hindurchgestoßen war. Die 1. Infanteriedivision nahm noch während der Nacht zum 27. Februar Kampfhandlungen gegen eine Brigade der Gardedivision und eine der 12. irakischen Panzerdivision auf. Nach dem Sieg erreichte die US-Division am Morgen die Straße zwischen Basra und Kuwait-Stadt. Im weiteren Tagesverlauf traf die 1. US-Panzerdivision an der später so genannten Medina-Höhe, rund 80 km südwestlich von Basra, auf die in einer Hinterhangstellung eingegrabene 2. Brigade der Medina-Gardedivision. Es folgte das rund zweistündige größte Panzergefecht des Zweiten Golfkriegs.
An der östlichen Flanke verharrten die Marineinfanteristen in ihren Stellungen am Rand von Kuwait-Stadt und überwachten das Vorgehen der beiden multinationalen arabischen Verbände in der Stadt. Die aus Osten kommende JFC-N und die aus Süden kommende JFC-E trafen sich im Tagesverlauf nahe den Kuwait Towers. 100 Stunden nach dem Beginn der Bodeninvasion war Kuwait-Stadt damit befreit. Die US-Truppen in der Stadt bekämpften an diesem Tag noch einzelne irakisch besetzte Bunker und erfassten Kriegsgefangene. Präsident Bush kündigte im Tagesverlauf eine Waffenruhe zum folgenden Morgen an. Daraufhin flauten die Gefechte bereits zum Abend ab. Der Oberbefehlshaber der Koalitionsstreitkräfte, General Norman Schwarzkopf, erklärte, dass 29 irakische Divisionen kampfunfähig gemacht und etwa 3.008 Kampfpanzer, 1.879 der 2.870 gepanzerten Fahrzeuge und 2.140 der 3.100 Artilleriegeschütze zerstört wurden. 63.000 irakische Soldaten befanden sich in Kriegsgefangenschaft. Der Enthüllungsjournalist Seymour Hersh veröffentlichte im Jahr 2000 im Magazin The New Yorker, dass ein von dem Zwei-Sterne-General Barry McCaffrey geführter amerikanischer Verband an mehreren Massakern an irakischen Einheiten, die bereits kapituliert hatten, und an Zivilisten beteiligt war. McCaffrey wehrte sich öffentlich gegen die Vorwürfe, die allerdings durch eine große Zahl der von Hersh geführten Interviews belegt sind. Hersh zeigte in seinem 32-seitigen Artikel auch, dass mehrere frühere Untersuchungen des Militärs zu den Vorwürfen unzureichend und einseitig geführt worden waren.

### Friedenskonferenz, UN-Resolution 686, Waffenstillstand
Eine Friedenskonferenz fand im Süden des Iraks statt, auf einem kleinen Gebiet hinter der Grenze, das die Alliierten besetzt hatten. Bei der Konferenz verhandelte der Irak über die Nutzung bewaffneter Hubschrauber auf der eigenen Seite der gegenwärtigen Grenze. Bald danach waren diese Hubschrauber und ein großer Teil der irakischen Streitkräfte unterwegs, um einen schiitischen Aufstand im Süden zu bekämpfen. Im Norden vertrauten Kurdenführer den amerikanischen Zusicherungen, dass die USA einen Volksaufstand unterstützen würden, und begannen zu kämpfen in der Hoffnung, einen Angriff auszulösen. Als jedoch die amerikanische Unterstützung ausblieb, konnten die irakischen Generäle in brutaler Konsequenz die kurdischen Einheiten unbehelligt vernichten. Millionen von Kurden flohen darauf über die Berge in die kurdischen Gebiete der Türkei und Irans. Daraufhin wurden auf US-Druck die sogenannten Flugverbotszonen im Norden und im Süden des Iraks (siehe unten) eingerichtet, um Übergriffe aus der Luft unterbinden zu können. In Kuwait wurde der Emir wieder eingesetzt und die konservative Regierung ging gegen vermutete irakische Kollaborateure vor. Dies traf insbesondere Palästinenser, die sich von Saddam Unterstützung im Kampf gegen Israel erhofft hatten und daher in großer Zahl mit den irakischen Truppen zusammengearbeitet hatten. Mehrere hunderttausend Menschen mussten das Land verlassen.
Am 2. März 1991 verabschiedete der Sicherheitsrat die Resolution 686, in der die Rahmenbedingungen für einen dauerhaften Waffenstillstand festgelegt wurden. Am gleichen Tag kam es zu einer erneuten größeren Auseinandersetzung zwischen US- und irakischen Truppen. Am frühen Morgen beobachtete ein amerikanischer Aufklärungstrupp am Südufer des Hammarsees eine größere, teils gepanzerte irakische Militärkolonne, die kurz darauf das Feuer auf sie eröffnete. Daraufhin setzte die 24. US-Infanteriedivision zwei mechanisierte Bataillone, Kampfhubschrauber und Artillerie gegen die Kolonne ein. Bei dem folgenden Gefecht zerstörten die US-Einheiten 185 gepanzerte Fahrzeuge, rund 400 LKW und 34 Geschütze. Einen Tag später fanden in der südirakischen Stadt Safwan die Waffenstillstandsvereinbarungen statt. Am 5. März 1991 annullierte der irakische „Kommandorat der Revolution“ die Annexion Kuwaits. Am 12. April 1991 trat der Waffenstillstand zwischen dem Irak und den Koalitionsstreitkräften in Kraft, was das offizielle Ende des Krieges bedeutet. Am 28. Mai 1991 verkündete das US-Verteidigungsministerium, dass 464.000 US-Soldaten der Operation Desert Storm inzwischen die Region am Persischen Golf verlassen hätten. Etwa 76.000 Soldaten blieben allerdings in dem Gebiet stationiert.

### Medienkrieg
Die Politik der USA hinsichtlich der Medien- und Pressefreiheit war viel restriktiver als in vorhergehenden kriegerischen Auseinandersetzungen. Die meisten Presseinformationen kamen aus den durch das Militär organisierten Informationsveranstaltungen, so genannten Briefings. Nur ausgewählten Journalisten wurden Vor-Ort-Besuche erlaubt beziehungsweise die Genehmigung zu Interviews mit Soldaten erteilt. Diese Gespräche wurden stets in Anwesenheit von geschulten Presse-Offizieren geführt und waren abhängig sowohl von der vorherigen Zustimmung durch das Militär als auch von der nachträglichen Zensur. Zudem wurden den Journalisten auch nur bedingt Visa für den Aufenthalt in den Kriegsgebieten erteilt. Die ausgewählten Journalisten, sogenannte Embedded Journalists, waren fortan in einem Medienpool eingespannt, der von den amerikanischen Streitkräften nahezu lückenlos kontrolliert wurde. Das Vorgehen sollte angeblich sensible Informationen vor einer Entdeckung durch den Irak schützen. In der Praxis wurde erkennbar, dass es verwendet wurde, um Informationen über politische Peinlichkeiten vor einer Entdeckung durch die Öffentlichkeit zu schützen. Diese Politik war massiv durch die Erfahrung des Militärs mit dem Vietnamkrieg belastet, den man wegen der öffentlichen Opposition innerhalb der Vereinigten Staaten verloren glaubte.
Zugleich war die Präsenz dieses Krieges und seine Gleichzeitigkeit neu. Viele amerikanische Journalisten blieben während des Krieges in der irakischen Hauptstadt Bagdad stationiert, und die Ankunft der Raketen wurde fast in voller Länge nahezu zeitgleich in den abendlichen Fernseh- und Rundfunknachrichten wie CNN übertragen, aufgrund abgesprochener Synchronisation mit dem Militär: Der Reporter hatte einen Tipp bekommen, zur fraglichen Zeit „die Augen weit aufzumachen, es werde sich lohnen“. Zur Rechtfertigung des Krieges wurden zuvor einige – später als Fälschung entlarvte – Gräuelberichte in die Massenmedien lanciert. Hierbei wurde insbesondere die so genannte Brutkastenlüge bekannt: Den irakischen Truppen wurde vorgeworfen, in kuwaitischen Krankenhäusern Babys aus Brutkästen gerissen und dadurch ermordet zu haben. Nach dem Krieg stellte sich heraus, dass eine New Yorker PR-Firma diese Falschinformation im Auftrag der von Kuwait finanzierten US-Organisation Citizens for a Free Kuwait in Umlauf gebracht hatte. Die fünfzehnjährige Nijirah al-Sabah, die als angebliche Krankenschwester unter Tränen vor dem US-Kongress von den Säuglingsmorden berichtete, war die Tochter des kuwaitischen Botschafters in den USA. Ein angeblicher Chirurg, der als Zeuge vor den Vereinten Nationen auftrat, war in Wahrheit Zahnarzt und gestand später ein, gelogen zu haben. Dennoch entsprachen viele der Berichte über irakische Kriegsverbrechen – z. B. Plünderungen, Verhaftungen, Entführungen und Hinrichtungen – der Wahrheit.

### Technik

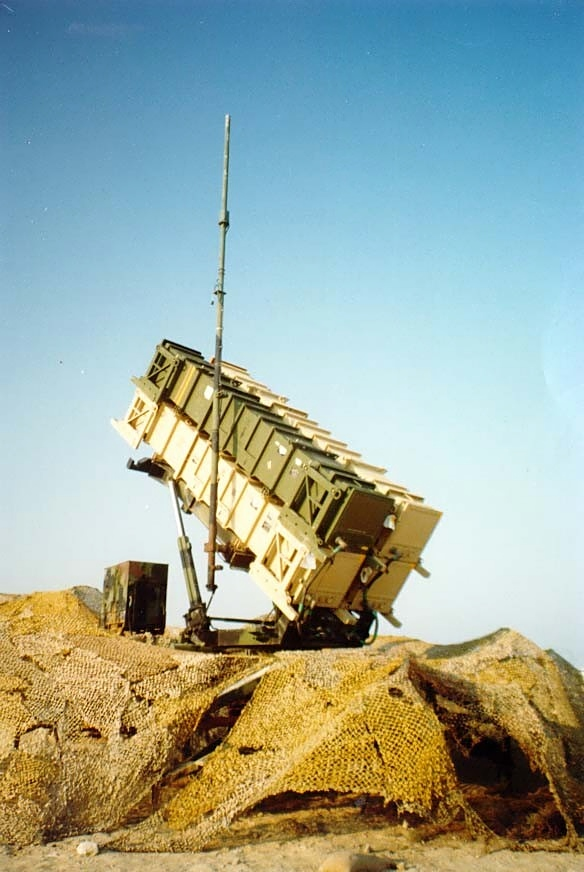
Patriot-Abwehrraketensystem

Präzisionsgelenkte Munition (PGMs, auch Smart Bombs) wie der Lenkflugkörper AGM-130 der US Air Force wurden erstmals als der Schlüssel dargestellt, der militärische Schläge mit einem Minimum an zivilen Opfern erlaubte. Bestimmte Gebäude im Zentrum Bagdads konnten nun bombardiert werden, während Journalisten in ihren Hotels die Marschflugkörper im Flug beobachteten. Der Anteil der „intelligenten“ Bomben betrug jedoch nur ungefähr 7,4 % aller von der Koalition eingesetzten Bomben. Zudem trafen weitaus weniger dieser Bomben ihr Ziel so genau, wie es von Seiten der Militärs in den öffentlichen Medien dargestellt wurde. Andere Bombenangriffe wurden mit Streubomben geflogen, die kleinere Bomben (sogenannte Bomblets) ausstoßen, und Daisy Cutters, 15.000-Pfund-Bomben, mit einem Zerstörungsradius von bis zu 100 Metern. Der größte Teil der Bombenmenge wurde wie in Vietnam in Form von Bombenteppichen durch B-52-Bomber abgeworfen und traf große Flächen.
Von irakischer Seite wurden R-17-Raketen eingesetzt. Es handelt sich dabei um ballistische Kurzstreckenraketen, die in der Sowjetunion entwickelt worden waren und nicht mehr dem technischen Stand der Zeit entsprachen. Es wurden Raketen gegen Saudi-Arabien und Israel abgefeuert. Einige forderten zahlreiche Opfer, andere verursachten geringe Schäden. Israel befürchtete Angriffe mit chemischen und biologischen Gefechtsköpfen auf diesen Raketen, die aber nicht eingesetzt wurden. Die Bemühungen der Koalition, die R-17-Startrampen zu beseitigen oder die R-17 im Flug mit MIM-104-Patriot-Raketen abzuschießen, verliefen weniger wirksam, als es die militärischen Führer zu jener Zeit glauben machen wollten. Das Globale Navigationssystem (GPS) war ein Mittel, das den Einheiten der Koalition die Navigation über der Wüste ermöglichte, ohne von feindlichen Truppen entdeckt zu werden. Das Warn- und Steuersystem (AWACS) und die Satellitenkommunikation erwiesen sich als ebenso wichtig beim strategischen Planen und Überwachen des Gegners, der dem nichts entgegenzusetzen hatte. Vom Boden aus brachte die US Army in der Operation „Sand Cancer“ mobile Störsender in Stellung, die gegen die Kurzwellen-Verbindungen der irakischen Armee gerichtet waren.

## Ergebnis

### Militärisches Ergebnis
Aus amerikanischer Sicht war zwar das Ziel der Herausdrängung der Iraker aus Kuwait erreicht worden. Die von Schwarzkopf beabsichtigte vollständige Vernichtung aller anwesenden Verbände der Republikanischen Garde misslang jedoch. Lediglich die Tawakalna-Brigade wurde nach dem Krieg wegen der schweren erlittenen Verluste aufgelöst. Für das US-Militär stellte der Zweite Golfkrieg die erste Gelegenheit dar, das nach dem Vietnamkrieg entwickelte AirLand-Battle-Konzept sowie zahlreiche Waffensysteme im Realfall zu erproben. Im Wesentlichen erwiesen sich Doktrin, Technik und Truppe als einsatztauglich, auch außerhalb des eigentlich priorisierten mitteleuropäischen Schlachtfelds. Das Waffensystem Patriot offenbarte jedoch erhebliche Unzulänglichkeiten in der Abwehr von ballistischen Raketen. Erfolgreich erprobt wurde auch die enge Einbindung von Reservisten in die Kampfunterstützung. Während des Bodenkriegs bestand die Kampfunterstützungstruppe im Einsatzgebiet zu 70 % aus Nationalgardisten und Reservisten. Als nachteilig erwies sich die Entscheidung Schwarzkopfs, die Bodenkomponente der Operation selbst zu führen. Dies erschwerte die Koordination zwischen Heer, Marineinfanterie und arabischen Verbündeten.

### Opfer und Verluste
Die Zahl der Golfkriegsopfer ist umstritten. Nähere Angaben gibt es nur für die Opfer und Verluste der Streitkräfte der Alliierten.

#### Alliierte
Insgesamt gab es während der Operation „Desert Storm“ bei den Alliierten durch Kampfhandlungen 237 Tote und 776 Verwundete. Durch Unfälle starben außerdem 138 Soldaten, und es gab 2.978 Verwundete vom Beginn von „Desert Shield“ bis zum Ende der Operationen. Aus irakischer Sicht war trotz schwerer Verluste ein Rückzug erheblicher strukturell intakter Teile der Armee gelungen.
| Land                   | Tote                                                                     | Verwundete | Verluste an Kriegsmaterial |
| ---------------------- | ------------------------------------------------------------------------ | ---------- | --- |
| Vereinigte Staaten     | 148 Gefallene, 137„durch Unfälle und andere Ursachen ums Leben“ gekommen | 467        | 63 Flugzeuge (davon 33 im Kampf), 16 Hubschrauber (davon 6 im Kampf), 23 Kampfpanzer M1 Abrams, 20 Schützenpanzer M2 Bradley, eine Artilleriekanone sowie Beschädigung des Lenkwaffenkreuzers Princeton und des amphibischen Angriffsschiffs USS Tripoli durch Seeminen. |
| Vereinigtes Königreich | 47                                                                       | 6          | 10 Flugzeuge (davon 6 im Kampf) |
| Saudi-Arabien          | 18                                                                       | 20         | 3 Flugzeuge (davon 1 im Kampf) |
| Arabische Kontingente  | 13                                                                       | 43         | 1 Flugzeug im Kampf |
| Frankreich             | 2                                                                        | 27         | – |
| Italien                | –                                                                        | –          | 1 Flugzeug im Kampf |
| Senegal                | –                                                                        | 8          | – |

#### Irak
Die irakischen Opferzahlen sind heftig umstritten. Manche behaupten eine niedrige Zahl von 1.500 getöteten Soldaten, manche gehen bis 200.000. Viele Wissenschaftler nehmen eine Zahl um 25.000 bis 75.000 an. Die Zahl der verwundeten Soldaten ist weitgehend unbekannt. Die US-Truppen machten 71.204 irakische Kriegsgefangene. Schätzungen über die Zahl ziviler irakischer Todesopfer reichen bis zu 35.000. Die irakischen Zivilverteidigungsbehörden geben heute die Zivilverluste mit 2.278 Opfern an, und zwar vor allem in Bagdad, das sieben Wochen lang bombardiert wurde. Unvollständig muss die Bilanz des Kollateralschadens bleiben. Von den Alliierten wurden 320 Tonnen Geschosse aus abgereichertem Uran (Depleted Uranium, „DU“) verschossen, vor allem von den A-10-Erdkampfflugzeugen und den M1-Kampfpanzern. Etwa eine Tonne wurde von britischen Panzern verschossen.
Der strahlende Anteil an Uran-235 beträgt im abgereicherten Uran zwar nur etwa 0,3 %, ist aber immer noch halb so hoch wie bei Natururan. Die Halbwertszeit des Uran-235 beträgt 700 Millionen Jahre. Dies soll möglicherweise zu einer Steigerung der Krebsraten und zu Schädigungen im Erbgut der betroffenen Bevölkerung geführt haben. Kritiker führen darauf die stark gestiegene Zahl schwer missgebildeter Neugeborener im Südirak zurück. Weiterhin steht das abgereicherte Uran im Verdacht, das Golfkriegssyndrom verursacht zu haben und für die Missbildungen bei Kindern amerikanischer Golfkriegsveteranen verantwortlich zu sein. Diese Zusammenhänge werden von britischer und amerikanischer Seite bestritten, die den Vertretern dieser These Unwissenschaftlichkeit vorwerfen. Großbritannien hat zu diesem Thema eine Expertenkommission, das Depleted Uranium Oversight Board, eingerichtet. Differenziert ist die Stellungnahme der Royal Society.
| Land | Tote                                                                            | Verwundete | Verluste an Kriegsmaterial |
| ---- | ------------------------------------------------------------------------------- | ---------- | --- |
| Irak | unbekannt, geschätzt 1.500 bis 75.000, mindestens 2.278 bis 35.000 zivile Opfer | unbekannt  | 117 Flugzeuge (davon 43 im Luftkampf) und 7 Hubschrauber, 137 (nach anderen Angaben 144) Flugzeuge wurden am 27. Januar 1991 von fliehenden Piloten nach Iran geflogen, 3.700 bis 4.280 Kampf- und Schützenpanzer, 2.400 bis 2.870 sonstige gepanzerte Fahrzeuge, 2.600 bis 3.110 Geschütze und Haubitzen, 19 Schiffe versenkt und 6 beschädigt. Nach US-Angaben sollen 42 irakische Divisionen für den Kampfeinsatz ineffizient gemacht worden sein. 71.204 irakische Soldaten gerieten in Kriegsgefangenschaft in Saudi-Arabien. |

#### Israel
Nach israelischen Angaben betrugen die Verluste unter der Bevölkerung insgesamt 74 Zivilisten. Davon starben zwei Personen direkt, vier indirekt durch Erstickung bei der Verwendung von Gasmasken und die restlichen durch Herzinfarkte.

### Kosten
Als Kosten des Krieges für die Vereinigten Staaten wurden vom Kongress etwa 61,1 Milliarden US-Dollar errechnet. 52 Milliarden Dollar von diesen Kosten wurden von verschiedenen anderen Staaten bezahlt, davon 36 Milliarden Dollar von Kuwait, Saudi-Arabien und anderen Golfstaaten. Deutschland beteiligte sich rein finanziell mit 16,9 Milliarden DM (ca. 10 Milliarden Dollar). (auch genannt: „Scheckbuchdiplomatie“, da sich die Bundesrepublik nicht aktiv mit Soldaten am Krieg beteiligte). Pro getötetem US-Soldat entstanden der US-Regierung Kosten von 423.000 US-Dollar.

### Konsequenzen

#### Wirtschaftssanktionen
1990 wurden durch die UN Wirtschaftssanktionen gegen den Irak ausgesprochen. Ab Ende 1996 wurde dem Irak zugestanden, bestimmte Produkte unter dem Öl-für-Lebensmittel-Programm zu importieren. Ein UNICEF-Report recherchierte 1998, dass die Sanktionen eine Zunahme von 90.000 Todesfällen pro Jahr (IAC), insbesondere bei Kleinkindern und Babys, zur Folge hatten. Während allgemein angenommen wurde, dass die Sanktionen zu einem erheblichen Anstieg der Kindersterblichkeit geführt haben, ergaben Untersuchungen nach der Invasion des Irak im Jahr 2003, dass häufig zitierte Daten vom Regime Saddam Husseins gefälscht wurden und dass es nach 1990 und während der Sanktionsfrist keinen Anstieg der Kindersterblichkeit im Irak gab.

#### Waffeninspektionen
Am 15. Mai 1991 begann die Internationale Atomenergie-Agentur IAEO gemäß den Bedingungen des Waffenstillstands mit der Inspektion der Anlagen des Irakischen Atomprogramms zur möglichen Herstellung von Atomwaffen. Eine Waffenuntersuchungskommission der UNO (UNSCOM) wurde am 3. Juni 1991 aufgestellt, um die Befolgung der Waffenbeschränkungen durch den Irak und die Zerstörung der ballistischen Flugkörper zu überwachen. Der Irak akzeptierte einiges und lehnte andere Waffenkontrollen zu bestimmten Anlagen ab. 1997 wies er alle US-Angehörigen des Kontrollteams aus und behauptete, dass die Vereinigten Staaten die Kontrollen als Mittel für Spionage verwendeten.
Die Spionagevorwürfe erhärteten sich nach Recherchen einiger Medien. Die US-Regierung äußerten daraufhin, es habe Aktionen wie Lauschangriffe von ihnen gegeben, diese seien jedoch nicht aus Spionageabsicht erfolgt. Das Team kehrte während eines noch turbulenteren Zeitabschnitts zwischen 1997 und 1999 zurück und wurde durch neue Inspekteure ersetzt, die Kontrollen begannen 2002. Vor 1997 traf das Inspektionsteam auf eine Art Beweis für die Weiterführung des Biowaffenprogramms des Irak an einem Standort und auf Widerstände an vielen anderen Standorten. Ein Mitglied des Waffeninspektionsteams, Scott Ritter, bis 1998 ein US-Marine, behauptete, dass die Vereinigten Staaten die Inspektionen blockierten, weil sie keinen maßstabsgerechten Vergleich mit dem Irak wünschten. Er behauptete auch, dass die CIA die Waffeninspektionsteams als Tarnung für verborgene Aktivitäten innerhalb des Iraks verwendete.

#### Aufstand und Flugverbotszonen

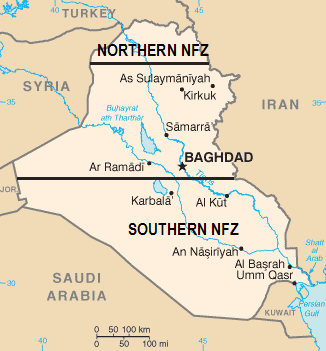
Flugverbotszonen über dem Irak

Am 3. März 1991 wurde bekannt, dass schiitische Rebellen im Südirak die zweitgrößte Stadt Basra erobert hatten und diese von irakischen Armeeeinheiten zwei Tage später wieder zurückerobert worden war. Im Norden des Landes kontrollierten kurdische Rebellen die Stadt Sulaimaniyya, später auch kurzzeitig die Stadt Kirkuk. Vor einem massiven irakischen Militäreinsatz im Nordirak flüchteten Tausende von Kurden in die Türkei, nach Iran und Syrien. Am 5. April 1991 verabschiedete der Sicherheitsrat der Vereinten Nationen die Resolution 688, welche die Unterdrückung der Kurden und anderer Minderheiten im Irak verurteilte. Am 9. April ergänzte der Sicherheitsrat mit der Resolution 689 die Maßnahme durch die Entsendung einer Beobachtertruppe an die irakisch-kuwaitische Grenze. Die UNIKOM-Beobachtertruppe bewachte ab dem 17. April mit 1.440 Soldaten aus 34 Staaten die entmilitarisierte Zone zwischen Irak und Kuwait.
Am 17. Juli 1991 kamen bei schweren Kämpfen zwischen irakischen Regierungstruppen und kurdischen Kämpfern in Sulaimaniyya und Erbil 500 Menschen ums Leben. Erst zwei Tage zuvor waren die letzten 3.000 Soldaten der Koalitionsstreitkräfte im Nordirak abgezogen worden. Als Reaktion auf die Aufstände im Norden und im Süden und die irakischen Gegenmaßnahmen wurden unter Verweis auf die UN-Resolution 688 Flugverbotszonen eingerichtet, um die schiitischen und kurdischen Bevölkerungsteile im Nord- und Südirak zu schützen. Diese Flugverbotszonen wurden hauptsächlich durch die USA und Großbritannien durch die Operationen Northern Watch und Southern Watch überwacht. Höhepunkt dieser Einsätze waren die Operation Desert Strike im September 1996 und die Operation Desert Fox vom 17. bis 20. Dezember 1998.

#### Sonstige Folgen

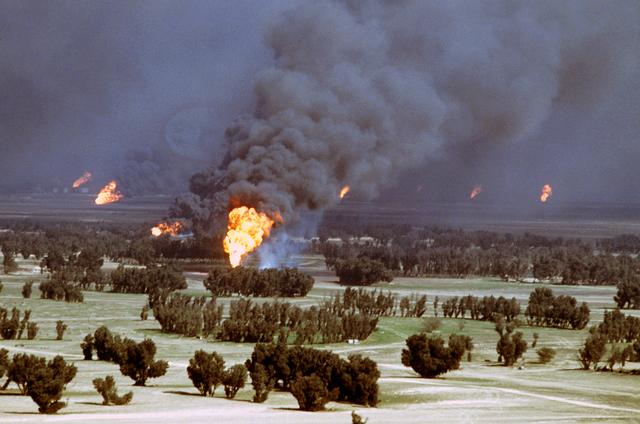
Von Irakern in Brand gesetzte Ölanlagen in Kuwait, 2. März 1991

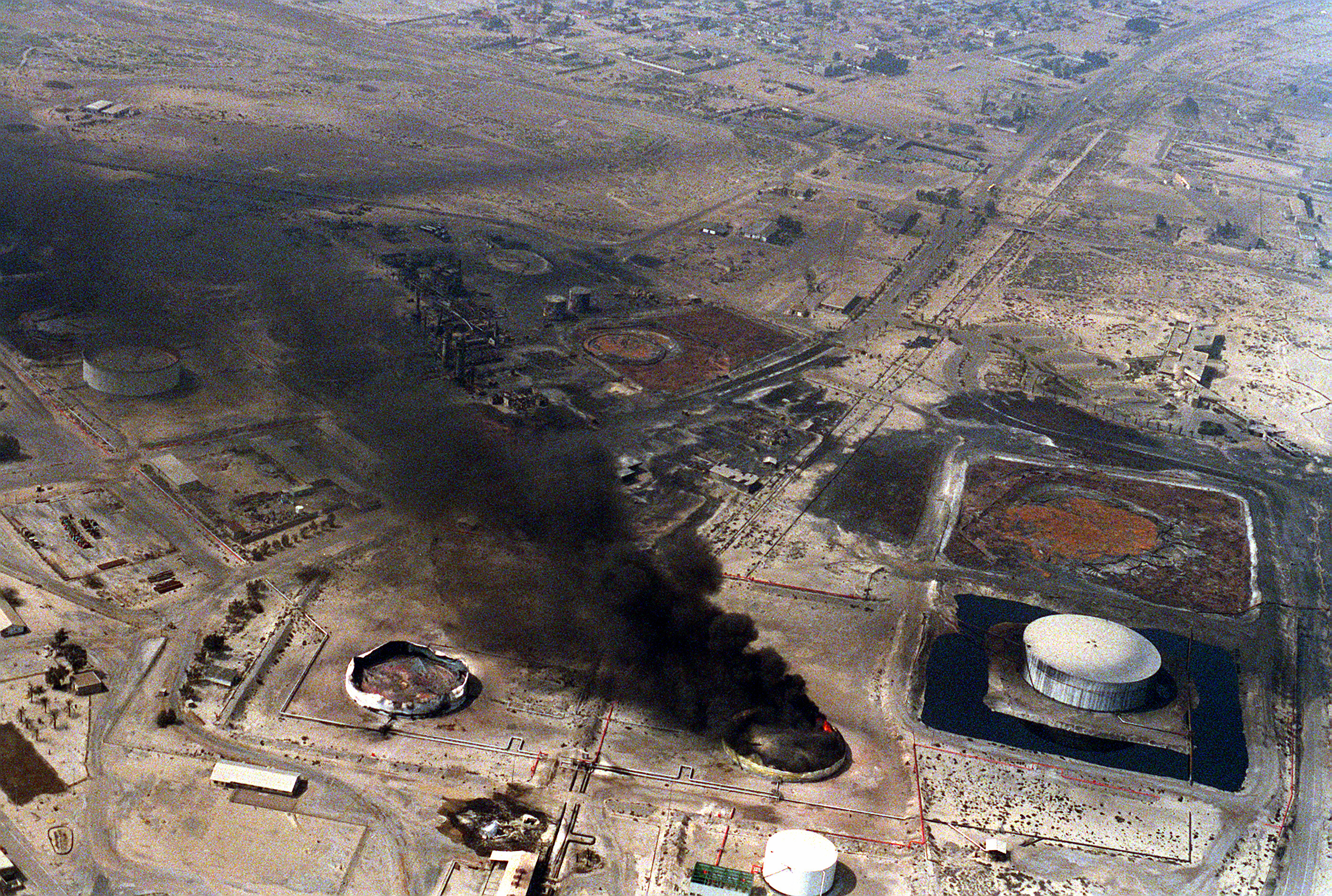
Durch Luftangriffe zerstörtes Ölvorratslager nahe der kuwaitischen Grenze, 5. März 1991

Am 1. März 1991 gab die kuwaitische staatliche Ölgesellschaft bekannt, dass 950 Ölquellen brannten oder auf andere Weise durch den Irak sabotiert worden waren, z. B. durch Verminung. Spätere Analysen ergaben, dass alleine 730 Quellen angezündet worden waren, von denen viele über Monate brannten. Hierbei verbrannten rund 1,5 Mrd. Barrel bzw. 240 Mrd. Liter Erdöl unkontrolliert, wodurch es zu schwersten Umweltschäden kam. Die Brände wurden anfangs von vier Nordamerikanischen Teams gelöscht (u. a. Red Adairs) und später von weiteren hinzugerufenen internationalen Teams. Die Löscharbeiten gingen durch verbesserte Methoden, vor allem mit Aerosollöschfahrzeugen, viel schneller als ursprünglich befürchtet. Der Persische Golf wurde durch rund 1,7 Mrd. Liter ausgelaufenes Öl verseucht.
Viele heimgekehrte Soldaten der Koalition berichteten über Krankheiten, die ihrer Teilnahme am Golfkrieg folgten – ein Phänomen, das als Golfkriegssyndrom bekannt wurde. Es gab wegen möglicher Schadenersatzforderungen weit verbreitete Spekulationen und Falschmeldungen über die Ursachen (und das Bestehen) dieses Syndroms.
Die Unterstützung des Iraks durch die Palästinenser hatte die Vertreibung der Palästinenser aus Kuwait 1991 zur Folge. Binnen weniger Tage mussten etwa 450.000 Palästinenser Kuwait verlassen. Die mit der Nakba vergleichbare Katastrophe hatte insoweit Folgen, als die von den Golfstaaten nicht mehr unterstützte Palästinenserorganisation PLO geheime Vermittlungen mit Israel begann, die zu den Oslo-Abkommen führten. Erst nach dem Tod Arafats waren führende palästinensische Vertreter bereit, sich für die Unterstützung Husseins zu entschuldigen.
Die Volksrepublik China wurde vom raschen Bündnissieg überrascht, und die Leichtigkeit des Sieges der Koalition veranlasste eine Änderung in der militärischen Denkweise. Es kam zu einer technischen Modernisierung in der Volksbefreiungsarmee, die eine ähnliche Ausrüstung wie die irakische Armee benutzte. In Saudi-Arabien löste die Stationierung amerikanischer Truppen eine politische Krise aus, weil viele islamische Gelehrte des Landes sie als Entweihung heiligen Bodens ansahen. Sie schlossen sich in der sogenannten Sahwa-Gruppe zusammen und brachten ihren Protest gegen das saudische Herrscherhaus und die Geistlichen, die diese Stationierung erlaubt hatten, in Predigten, Büchern und kritischen Memoranden zum Ausdruck. Um die Mitte der 1990er wurden fast alle Anführer der Bewegung inhaftiert. Die dauerhafte militärische Anwesenheit der Amerikaner in Saudi-Arabien diente auch als Rechtfertigung für den Terrorangriff am 11. September 2001. Andererseits wurden der Irak und besonders Saddam Hussein auch als Ziele für den Krieg der Vereinigten Staaten gegen den Terrorismus öffentlich dargestellt. Dies führte 2003 zum Irakkrieg.